# مشغل وسائط محمول
مشغل الوسائط المحمول (بالإنجليزية: Portable media player (PMP)) أو مشغل الصوت الرقمي (بالإنجليزية: Digital audio player (DAP)) هو جهاز إلكتروني استهلاكي محمول قادر على تخزين وتشغيل الوسائط الرقمية مثل ملفات الصوت والصور والفيديو. عادةً ما يشيرون إلى الأجهزة الصغيرة التي تعمل بالبطارية والتي تستخدم ذاكرة فلاش أو قرصًا صلبًا لتخزين ملفات الوسائط المختلفة. لقد كان مشغل إم بي 3 اسمًا بديلًا شائعًا يستخدم لمثل هذه الأجهزة، حتى لو كانت تدعم أيضًا تنسيقات ملفات وأنواع وسائط أخرى غير إم بي 3 (على سبيل المثال إيه إيه سي وإف إل إيه سي ودبليو إم إيه).
بشكل عام، يتم تجهيز أجهزة بي إم بي بـ3.5 مقبس سماعة رأس مقاس 1.5 مم يمكن استخدامه لسماعات الرأس أو للاتصال بجهاز راديو أو نظام صوت منزلي ‏ أو الاتصال بنظام صوت السيارة وأجهزة الاستريو المنزلية سلكيًا أو عبر اتصال لاسلكي مثل البلوتوث، وقد يتضمن البعض موالفات راديو وتسجيل صوتي وميزات أخرى. على النقيض من ذلك، تقوم مشغلات الصوت المحمولة ‏ التناظرية بتشغيل الموسيقى من الوسائط غير الرقمية التي تستخدم الوسائط التناظرية، مثل أشرطة الكاسيت أو الأسطوانات الفينيلية. مع تطور الأجهزة، تم تقديم مصطلح بي إم بي لاحقًا لوصف المشغلات ذات الإمكانيات الإضافية مثل تشغيل الفيديو (كانت تسمى أيضًا «مشغلات إم بي 4»). تم استخدام مصطلح بي إم بي أيضًا كاسم شامل لوصف أي جهاز محمول للوسائط المتعددة، بما في ذلك التنسيقات المادية (مثل مشغلات الأقراص المضغوطة المحمولة ‏) أو وحدات التحكم في الألعاب المحمولة ذات هذه القدرات.
ظهرت أجهزة تشغيل الصوت الرقمي (داب) في أواخر تسعينيات القرن العشرين، بعد إنشاء برنامج ترميز إم بي 3 في ألمانيا. كانت أجهزة تشغيل ملفات إم بي 3 رائدة في الغالب من قبل الشركات الناشئة في كوريا الجنوبية، والتي بحلول عام 2002 كانت تسيطر على غالبية المبيعات العالمية. ومع ذلك، فإن الصناعة سوف يتم تعريفها في نهاية المطاف من خلال جهاز آي بود الشهير من أبل. في عام 2006، كان 20% من الأميركيين يمتلكون شهادة إدارة المشاريع، وهي نسبة مدفوعة بقوة من قبل الشباب؛ أكثر من نصف (54%) المراهقين الأميركيين يمتلكون شهادة إدارة مشاريع، كما كان الحال مع 30% من الشباب البالغين الذين تتراوح أعمارهم بين 18 إلى 34 عاماً. في عام 2007، تم بيع 210 مليون جهاز بي إم بي في جميع أنحاء العالم، بقيمة 19.5 مليار دولار أمريكي. في عام 2008، تفوقت مشغلات الفيديو على مشغلات الصوت فقط. لقد أدى ارتفاع مبيعات الهواتف الذكية وأجهزة الكمبيوتر اللوحية إلى انخفاض مبيعات أجهزة بي إم بي، مما أدى إلى خروج معظم الشركات المصنعة من الصناعة خلال العقد الأول من القرن الحادي والعشرين. لا تزال شركة سوني وكمان في الإنتاج، كما لا تزال مشغلات أقراص ‏ دي في دي وبي دي المحمولة ‏، والتي يمكن اعتبارها أشكالًا مختلفة من أجهزة بي إم بي، تُصنع.

## الأنواع
يشير مصطلح مشغل الوسائط المحمول (بي إم بي) بشكل عام إلى (ولكن ليس على سبيل الحصر) تشغيل ملفات الصوت الرقمية بدلاً من تشغيلها مباشرة على الشريط أو القرص.

### ذاكرة فلاش

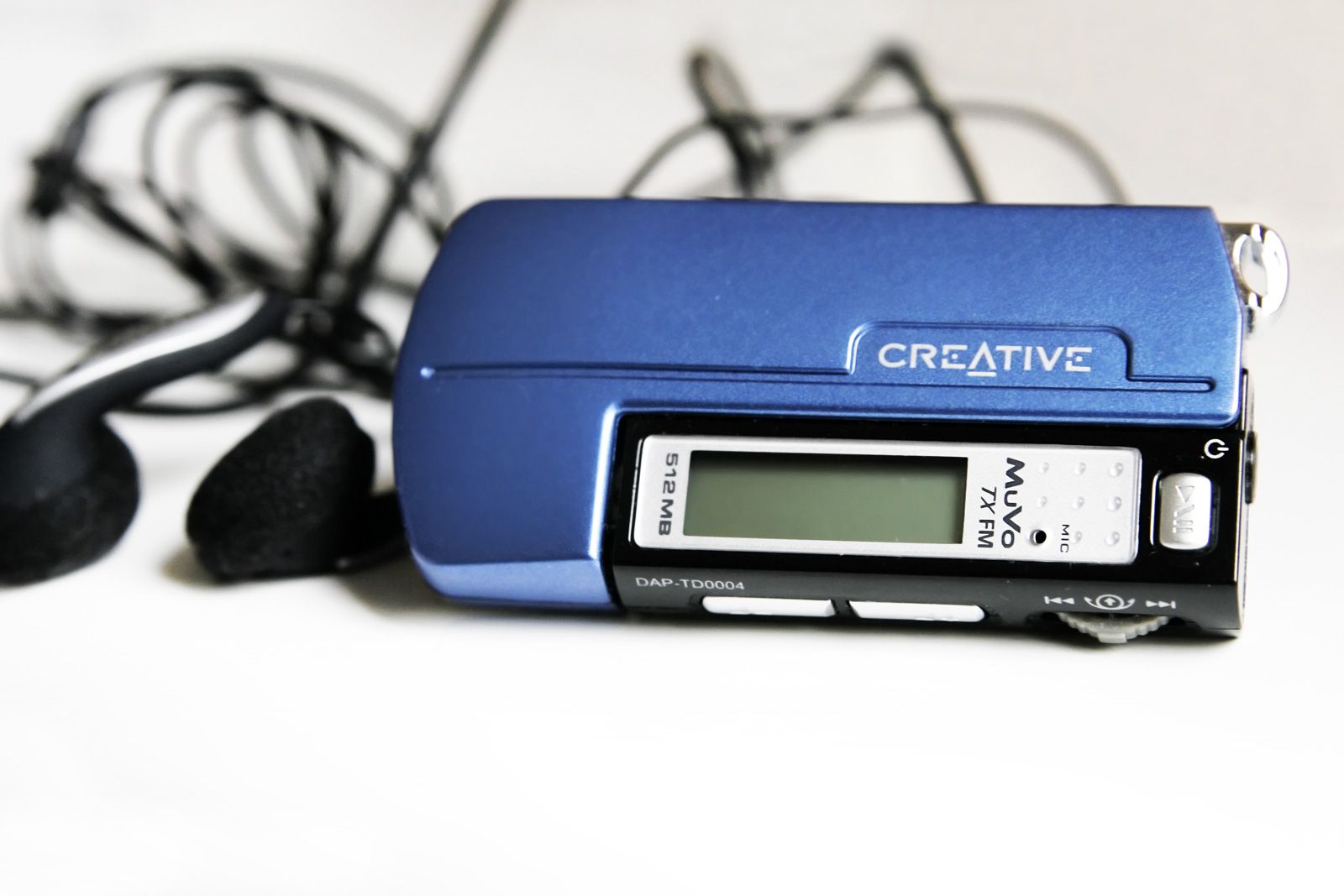
مشغل يعتمد على الفلاش (موفو الإبداعي)

اعتبارًا من 2025، تميل أجهزة تشغيل الموسيقى الاحترافية (بي إم بي إس) إلى تخزين هذه الملفات على ذاكرة فلاش داخلية أو بطاقات ذاكرة فلاش قابلة للإزالة، وكلاهما (إلى جانب محركات أقراص فلاش يو إس بي) أجهزة تخزين صلبة غير ميكانيكية. وبفضل التقدم التكنولوجي في ذاكرة الفلاش، أصبحت أجهزة التخزين هذه، التي كانت في الأصل منخفضة السعة، متاحة تجاريًا الآن، بسعات تخزينية عالية. ولأنها صلبة ولا تحتوي على أجزاء متحركة، فإنها تتطلب طاقة بطارية أقل، ولن تتعطل أثناء التشغيل، وقد تكون أكثر مقاومة للمخاطر مثل الصدمات الميكانيكية أو التفتت من مشغلات الأقراص الصلبة.

### القرص الصلب

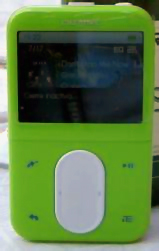
مشغل مدمج قائم على القرص الصلب (زين الإبداعي الرؤية:م)

حتى عام 2010، كانت مشغلات الأقراص الصلبة شائعة. في ذلك الوقت، كانت قدرات هؤلاء اللاعبين تصل إلى 500 المملكة المتحدة بمعدلات الترميز النموذجية، يعني هذا أنه من الممكن تخزين عشرات الآلاف من الأغاني على مشغل واحد. إن العيب في هذه الوحدات هو أن القرص الصلب يستهلك المزيد من الطاقة، وهو أكبر حجمًا وأثقل وزنًا، وهو بطبيعته أكثر هشاشة من وحدات التخزين ذات الحالة الصلبة.

### الأنواع الأخرى
مشغلات الأقراص المضغوطة المحمولة ‏ التي يمكنها فك تشفير وتشغيل ملفات الصوت إم بي 3 المخزنة على أقراص مدمجة (أقراص إم بي 3 المضغوطة) هي أيضًا مشغلات إم بي 3 فعالة. عندما تم إصدار الوحدات الأولى من هذه المشغلات، كانت هذه المشغلات عادةً بديلاً أقل تكلفة من مشغلات الأقراص الصلبة أو مشغلات الفلاش. إن وسائط CD-R الفارغة التي يستخدمونها غير مكلفة. تتميز هذه الأجهزة بقدرتها على تشغيل أقراص الصوت القياسية. نظرًا لأن القرص المضغوط يمكنه عادةً تخزين حوالي 700 ميجا بايت من البيانات فقط، فستحتاج المكتبة الكبيرة عادةً إلى أقراص متعددة. ومع ذلك، فإن بعض الوحدات الأعلى جودة قادرة أيضًا على قراءة وتشغيل الملفات المخزنة على أقراص DVD ذات سعة أكبر؛ كما تتمتع بعضها أيضًا بالقدرة على تشغيل محتوى الفيديو، مثل الأفلام.

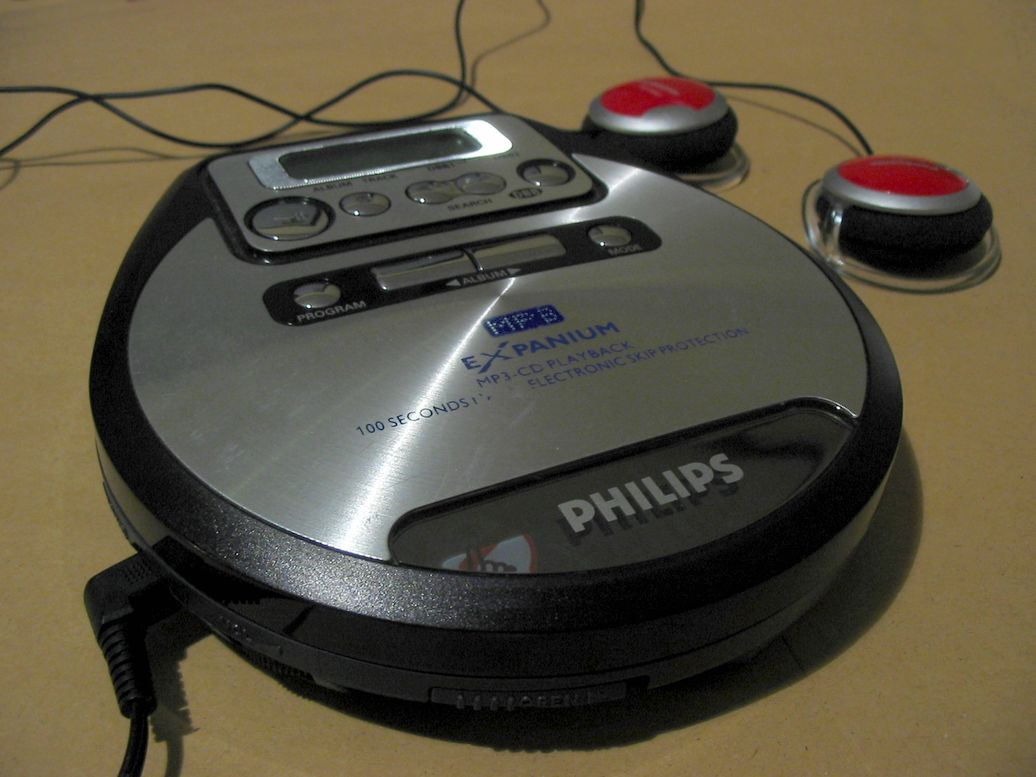
مشغل أقراص مضغوطة إم بي 3 (فيليبس إكسبانيوم)

يمكن أيضًا اعتبار المشغلات التي تتصل عبر شبكة (واي فاي) لتلقي وتشغيل الصوت بمثابة أجهزة تشغيل صوتية. لا تحتوي هذه الوحدات عادةً على مساحة تخزين محلية كبيرة ويجب أن تعتمد على خادم، عادةً جهاز كمبيوتر شخصي أيضًا على نفس الشبكة، لتوفير ملفات الصوت للتشغيل. يمكن أيضًا اعتبار الهواتف الذكية أجهزة بي إم بي لأنها تحتوي على معظم وظائف الوسائط الموجودة في أجهزة بي إم بي النموذجية.

## العملية

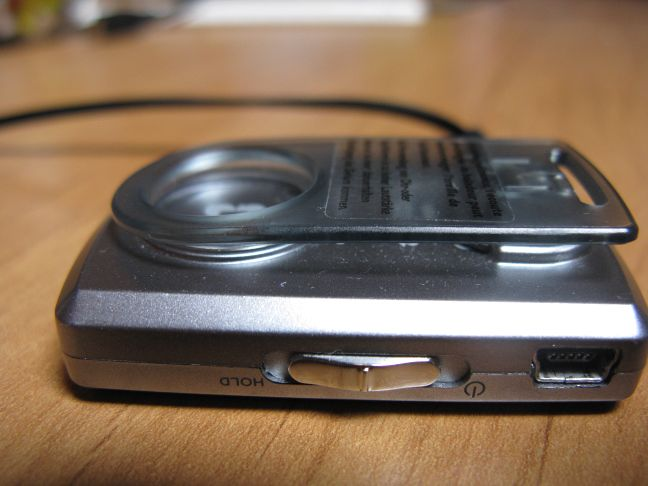
مشغل سانسا كليب مزود بمشبك لتثبيته على ملابس الشخص

يتم استخدام أخذ العينات الرقمية لتحويل موجة صوتية إلى سلسلة من الأرقام الثنائية التي يمكن تخزينها بتنسيق رقمي، مثل إم بي 3. من بين الميزات المشتركة لجميع مشغلات إم بي 3 جهاز تخزين الذاكرة، مثل ذاكرة الفلاش أو محرك الأقراص الصلبة المصغر، ومعالج مضمن، وشريحة ترميز صوتية دقيقة لتحويل الملف المضغوط إلى إشارة صوتية تناظرية. أثناء التشغيل، تتم قراءة ملفات الصوت من وحدة التخزين إلى مخزن مؤقت للذاكرة يعتمد على رام، ثم يتم بثها عبر برنامج ترميز الصوت لإنتاج صوت بي سي إم مفكك. عادةً ما يتم فك تشفير تنسيقات الصوت بسرعة مضاعفة أو أكثر من عشرين مرة عن السرعة الحقيقية على المعالجات الإلكترونية المحمولة، مما يتطلب تخزين إخراج الترميز لفترة من الوقت حتى يتمكن المحول الرقمي التناظري من تشغيله. لتوفير الطاقة، قد تقضي الأجهزة المحمولة معظم وقتها أو كل وقتها تقريبًا في حالة خمول منخفضة الطاقة أثناء انتظار دي إيه سي لاستنفاد مخزن بي سي إم للإخراج قبل تشغيلها لفترة وجيزة لفك تشفير الصوت الإضافي.
يتم تشغيل معظم أجهزة داب بواسطة بطاريات قابلة لإعادة الشحن، وبعضها غير قابل للاستبدال بواسطة المستخدم. لديهم 3.5 مقبس استريو مقاس 1.5 مم؛ يمكن الاستماع إلى الموسيقى باستخدام سماعات الأذن أو سماعات الرأس، أو تشغيلها عبر مكبر صوت خارجي ومكبرات صوت. تحتوي بعض الأجهزة أيضًا على مكبرات صوت داخلية، يمكن من خلالها الاستماع إلى الموسيقى، على الرغم من أن هذه السماعات المدمجة عادةً ما تكون ذات جودة منخفضة للغاية.

### العرض والواجهة

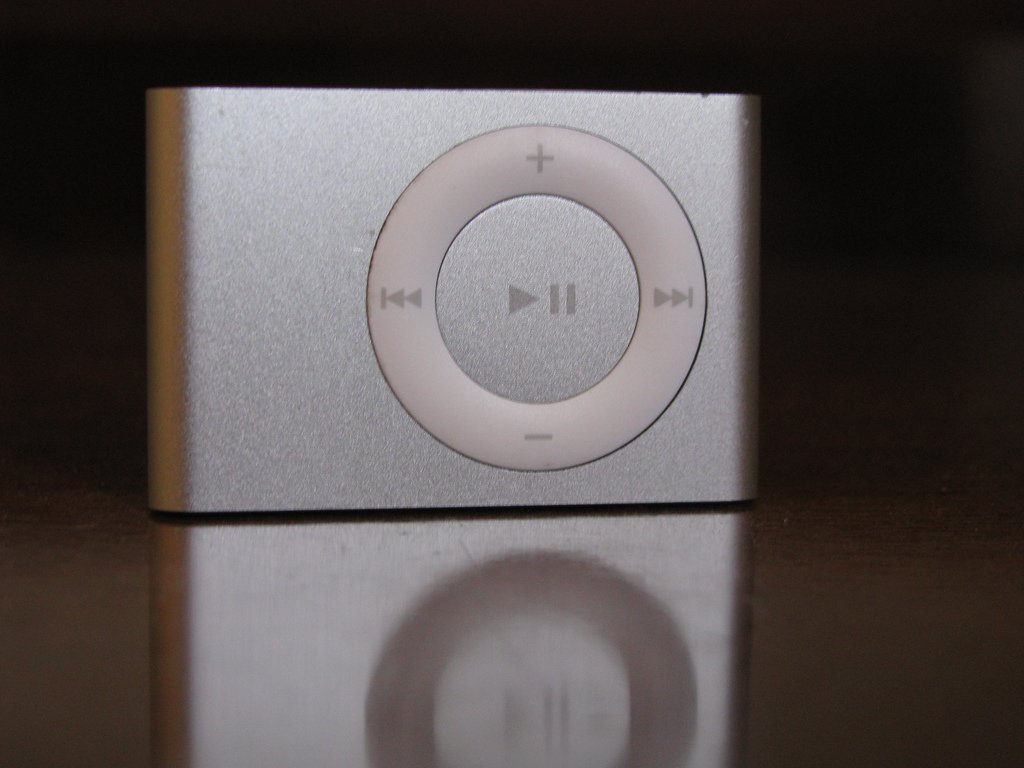
جهاز آي بود شفل داب، لا يحتوي على شاشة عرض

تتكون جميع أجهزة داب تقريبًا من نوع ما من شاشة العرض، على الرغم من وجود استثناءات، مثل آي بود شفل، ومجموعة من عناصر التحكم التي يمكن للمستخدم من خلالها تصفح مكتبة الموسيقى الموجودة في الجهاز، وتحديد مسار، وتشغيله. يمكن أن تكون الشاشة، إذا كانت الوحدة تحتوي على واحدة، أي شيء بدءًا من شاشة إل سي دي أحادية اللون ذات سطر واحد أو سطرين، على غرار ما يوجد في الآلات الحاسبة الجيبية النموذجية، إلى شاشات كبيرة عالية الدقة وملونة بالكامل قادرة على عرض الصور الفوتوغرافية أو مشاهدة محتوى الفيديو. يمكن أن تتراوح عناصر التحكم من الأزرار البسيطة الموجودة في معظم مشغلات الأقراص المضغوطة النموذجية، مثل تلك المستخدمة في تخطي المسارات أو إيقاف/بدء التشغيل إلى عناصر التحكم في شاشة اللمس الكاملة، مثل تلك الموجودة على آي بود تتش أو زون إتش دي ‏. أحد أكثر طرق التحكم شيوعًا هو استخدام نوع ما من عجلة التمرير مع الأزرار المرتبطة بها. تم تقديم هذه الطريقة للتحكم لأول مرة مع جهاز أبل آي بود وقام العديد من المصنعين الآخرين بإنشاء أشكال مختلفة من مخطط التحكم هذا لأجهزتهم الخاصة.
يستخدم جهاز بي إم بي القياسي لوحة دي ذات 5 اتجاهات للتنقل. لقد تم استخدام العديد من البدائل، وأبرزها عجلة القيادة وآليات اللمس التي نراها في مشغلات سلسلة آي بود وسانسا [الإنجليزية]. هناك آلية أخرى شائعة وهي لوحة التمرير أو «الدائرة» والتي ظهرت لأول مرة على جهاز زون. من الشائع رؤية الأزرار الإضافية للميزات مثل التحكم في مستوى الصوت.

### المزامنة والبرمجيات

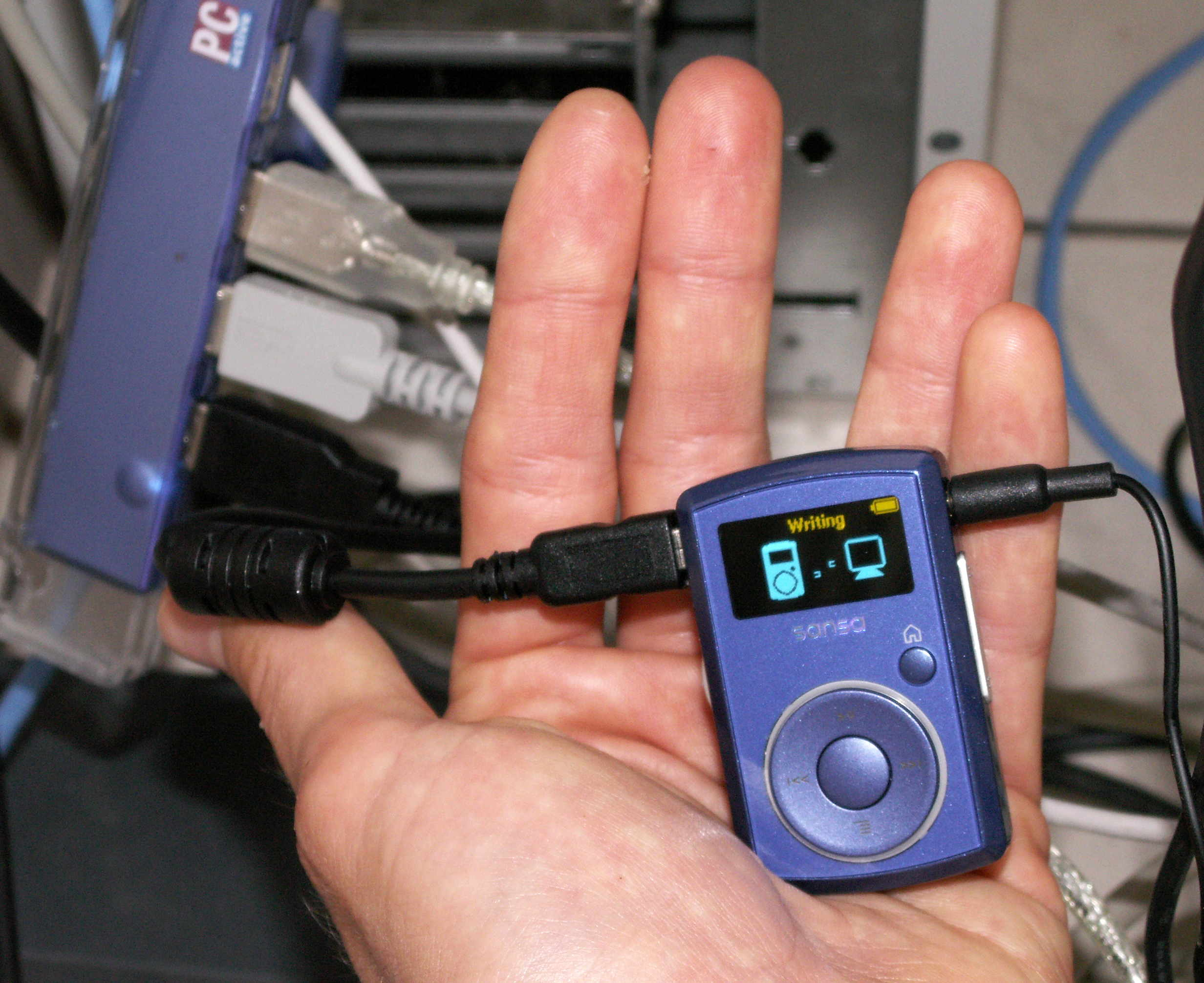
توصيل جهاز كمبيوتر بجهاز سانسا كليب داب لنقل المحتوى عن طريق «المزامنة»

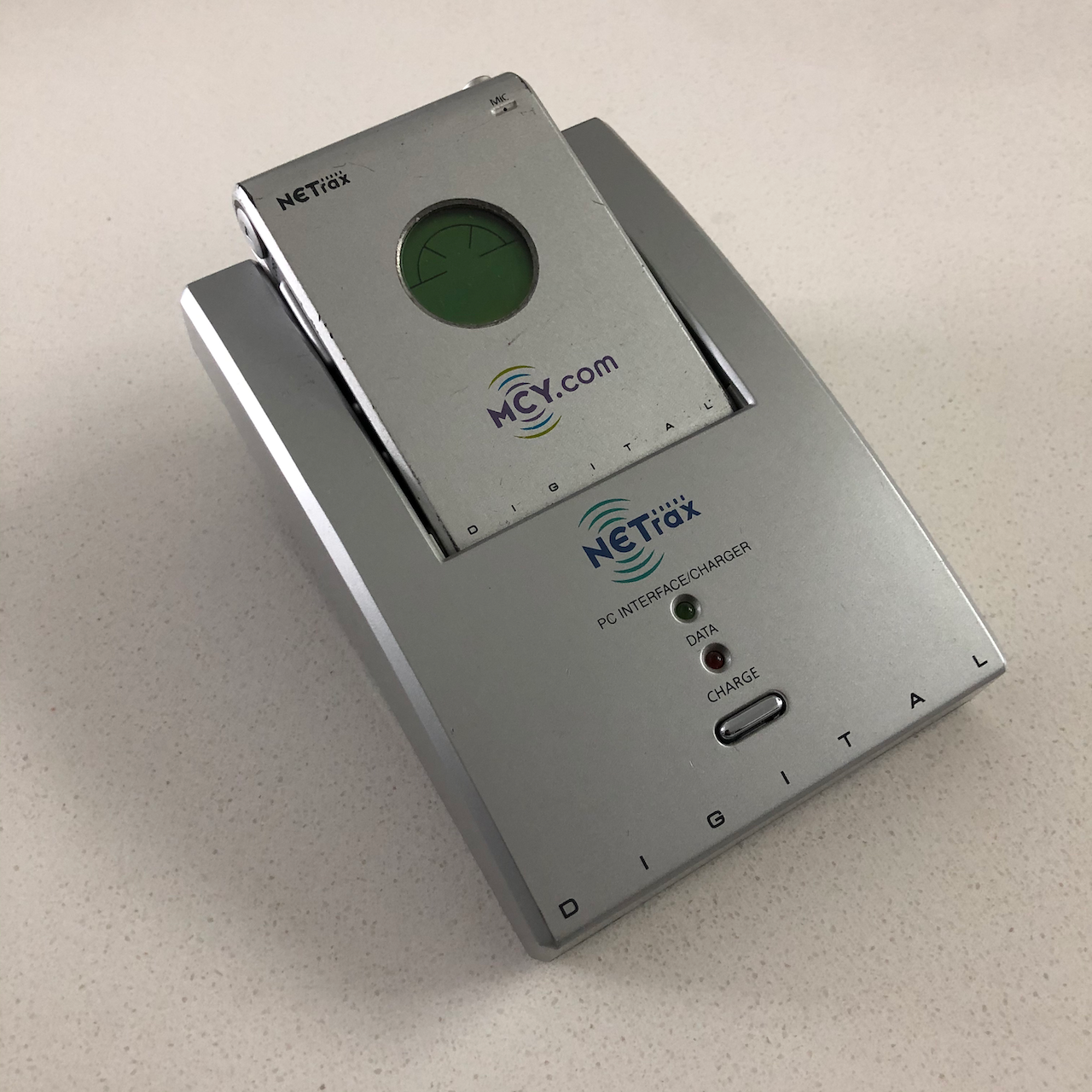
جهاز داب مبكر (نتراكس، من عام 1999) في محطة الإرساء المخصصة له للشحن والاتصال بجهاز الكمبيوتر

يتم وضع المحتوى على أجهزة داب عادةً من خلال عملية تسمى «المزامنة»، عن طريق توصيل الجهاز بجهاز كمبيوتر شخصي، عادةً عبر يو إس بي، وتشغيل أي برنامج خاص يتم توفيره غالبًا مع جهاز داب على قرص مضغوط مضمن مع الجهاز، أو تم تنزيله من موقع الشركة المصنعة على الويب. تظهر بعض الأجهزة ببساطة كمحرك أقراص إضافي على الكمبيوتر المضيف، حيث يتم نسخ ملفات الموسيقى إليه ببساطة مثل أي نوع آخر من الملفات. وتتطلب الأجهزة الأخرى، وأبرزها أبل آي بود أو مايكروسوفت زون، استخدام برامج إدارة خاصة، مثل آي تيونز أو سوفتوير زون، على التوالي. على مر السنين، أصبح من الممكن التعرف على اللاعبين بشكل متزايد من خلال نظام التشغيل من خلال وحدة تخزين شاملة ‏ (UMS) أو بروتوكول نقل الوسائط ‏ (MTP).
تتم إضافة الموسيقى، أو المحتوى الآخر مثل حلقات التلفزيون أو الأفلام، إلى البرنامج لإنشاء «مكتبة». تتم بعد ذلك مزامنة المكتبة مع داب عبر البرنامج. يوفر البرنامج عادةً خيارات لإدارة المواقف عندما تكون المكتبة كبيرة جدًا بحيث لا تتناسب مع الجهاز الذي تتم مزامنته. تتضمن هذه الخيارات السماح بالمزامنة اليدوية، حيث يمكن للمستخدم «سحب وإفلات» المسارات المطلوبة يدويًا إلى الجهاز، أو السماح بإنشاء قوائم التشغيل. بالإضافة إلى اتصال يو إس بي، بدأت بعض الوحدات الأكثر تقدمًا الآن في السماح بالمزامنة عبر اتصال لاسلكي، مثل عبر واي فاي أو بلوتوث.
يمكن أيضًا الحصول على المحتوى ووضعه على بعض أجهزة داب، مثل آي بود تتش أو زون إتش دي من خلال السماح بالوصول إلى «متجر» أو «سوق»، وأبرزها آيتونز ستور أو سوق زون، والذي يمكن من خلاله شراء المحتوى، مثل الموسيقى والفيديو، وحتى الألعاب، وتنزيلها مباشرة على الجهاز.

## الميزات النموذجية
تتمتع أجهزة بي إم بي بالقدرة على تشغيل الصوت الرقمي والصور و/أو الفيديو. عادةً ما يتم استخدام شاشة عرض الكريستال السائل الملونة (إل سي دي) أو شاشة الصمام الثنائي الباعث للضوء العضوي (OLED) كشاشة لأجهزة بي إم بي التي تحتوي على شاشة. تتضمن العديد من المشغلات القدرة على تسجيل الفيديو، عادةً بمساعدة الملحقات أو الكابلات الاختيارية، والصوت، باستخدام ميكروفون مدمج أو من كابل خط خارجي أو موالف إف إم. تتضمن بعض الأجهزة قارئات لبطاقات الذاكرة (مثل ذاكرة وميضية مدمجة (CF)، و بطاقة ذاكرة رقمية آمنة (SD)، وعصا الذاكرة)، والتي يتم الإعلان عنها لتزويد الأجهزة بمساحة تخزين إضافية أو وسائط نقل. في بعض اللاعبين، يتم محاكاة ميزات المنظم الشخصي، أو يتم تضمين الدعم لألعاب الفيديو، مثل آي ريفر كليكس (من خلال التوافق مع أدوبي فلاش لايت) أو بلاي ستيشن بورتبل. تدعم فقط مشغلات المدى المتوسط إلى العالي «حالة الحفظ» لإيقاف التشغيل (أي إيقاف تشغيل الأغنية/الفيديو أثناء التقدم على غرار الوسائط المعتمدة على الشريط).

### تشغيل الصوت

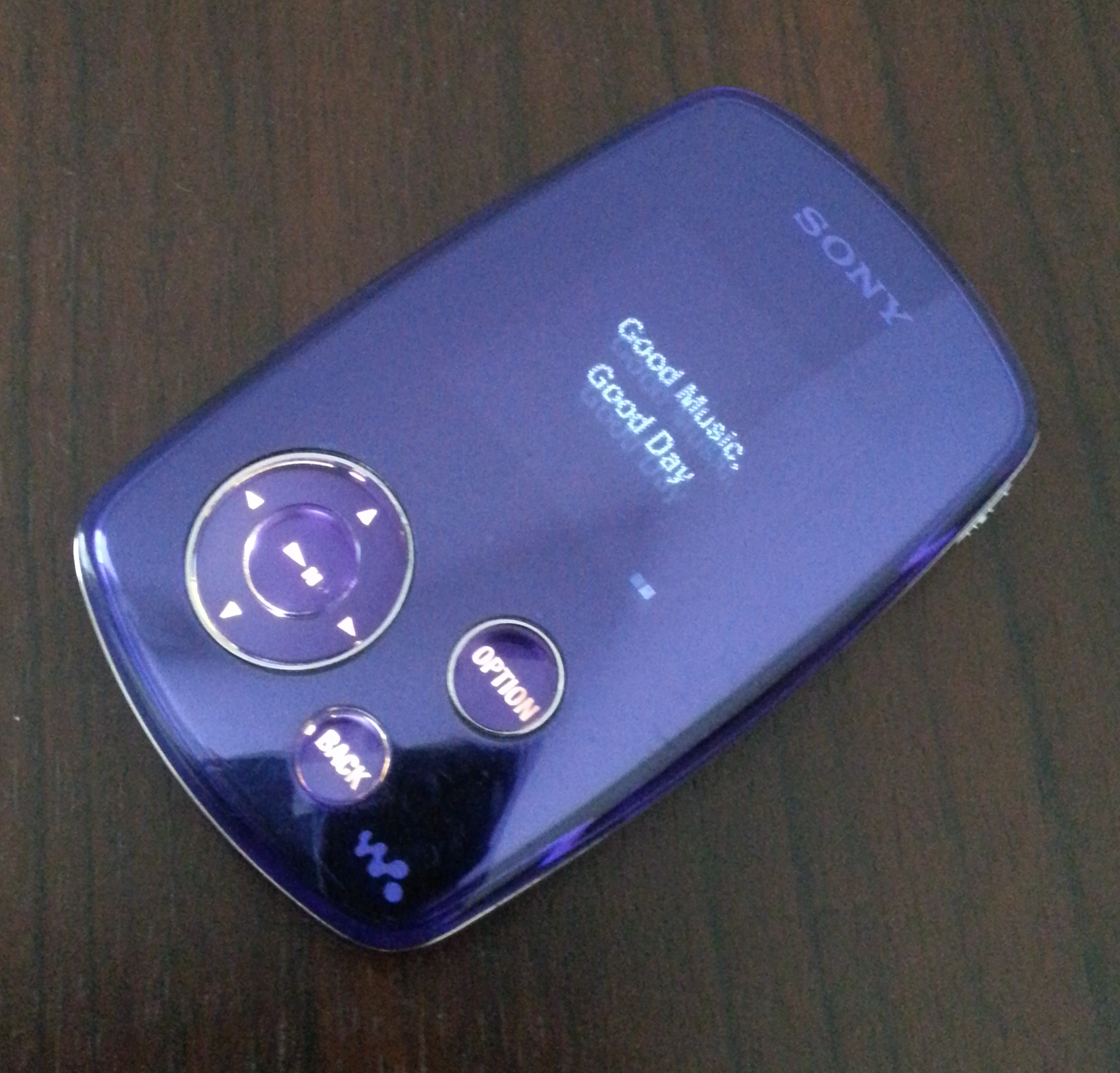
سوني ووكمان إن دبليو-إيه 1000، أحد أقدم مشغلات وكمان التي كانت تشغل ملفات إم بي 3 إلى جانب تنسيق أتراك الخاص

جميع اللاعبين تقريبًا[إخفاق التحقق] متوافق مع تنسيق الصوت إم بي 3، والعديد من التنسيقات الأخرى تدعم نظام ويندوز الصوتي (دبليو إم إيه)، وترميز الصوت المتقدم (إيه إيه سي)، وواف. بعض المشغلات متوافقة مع التنسيقات مفتوحة المصدر مثل أوغ فوربيس وبرنامج ترميز الصوت المجاني بدون فقدان (إف إل إيه سي). قد تتضمن ملفات الصوت التي يتم شراؤها من المتاجر عبر الإنترنت حماية نسخ إدارة الحقوق الرقمية (DRM)، والتي يدعمها العديد من المشغلات الحديثة.

### عرض الصور
يتم دعم تنسيق JPEG على نطاق واسع من قبل اللاعبين. توفر بعض المشغلات، مثل سلسلة آي بود، التوافق لعرض تنسيقات ملفات إضافية مثل جيف وPNG وتيف، بينما يتم تضمين البعض الآخر مع برامج التحويل.

### تشغيل الفيديو
تدعم معظم المشغلات الأحدث تنسيق الفيديو إم بي إي جي-4 الجزء 2 ‏، كما أن العديد من المشغلات الأخرى متوافقة مع ويندوز ميديا فيديو (WMV) وإيه في آي. قد يتمكن البرنامج المتضمن مع المشغلات من تحويل ملفات الفيديو إلى تنسيق متوافق.

### التسجيل

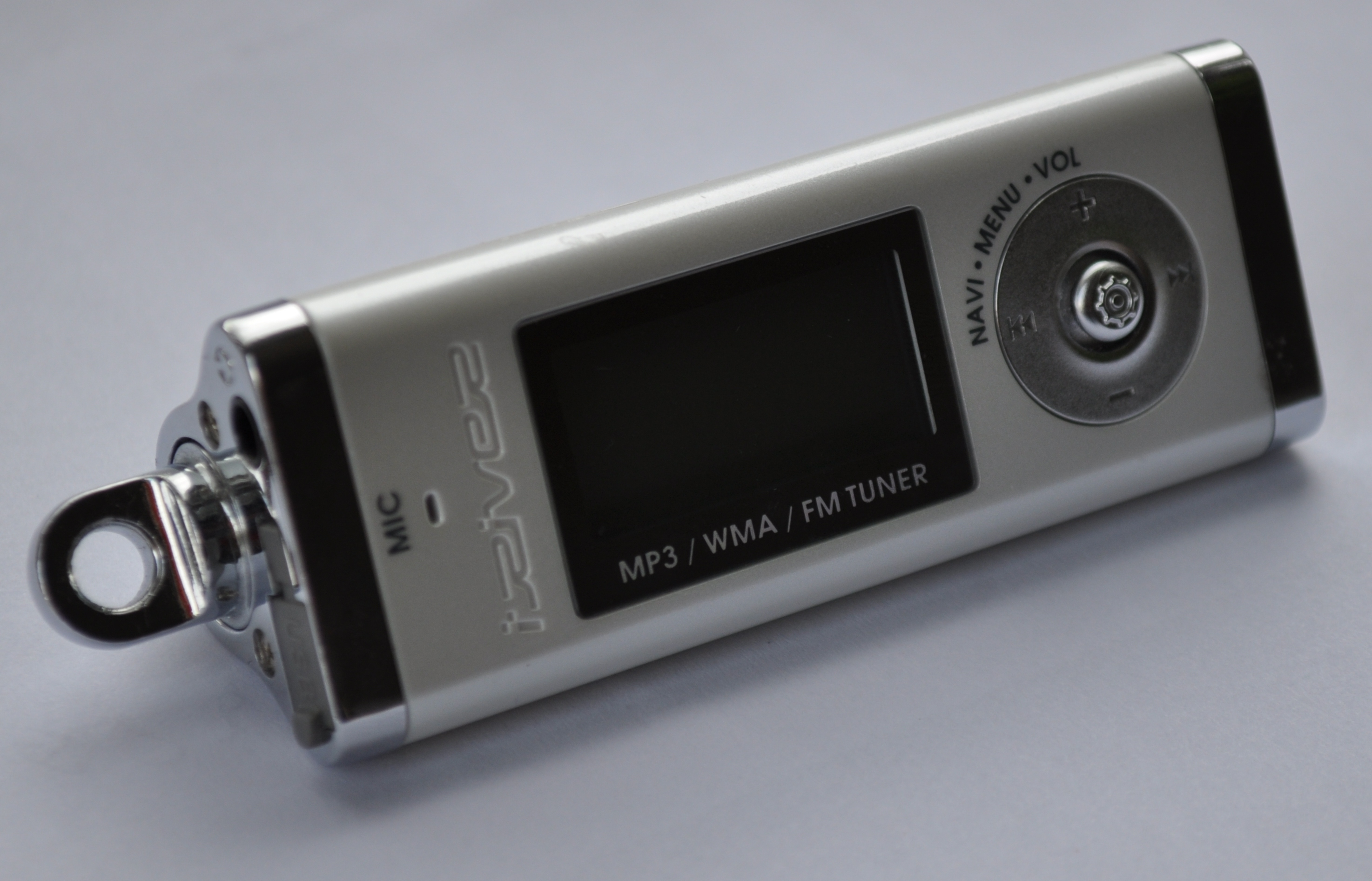
مشغل آي إف بي-190، مزود بميكروفون مدمج لتسجيل الصوت

تحتوي العديد من الأجهزة على ميكروفون كهربائي ‏ مدمج يسمح بالتسجيل. عادةً ما تكون جودة التسجيل رديئة، ومناسبة للكلام ولكن ليس للموسيقى. وتوجد أيضًا مسجلات ذات جودة احترافية مناسبة لتسجيل الموسيقى عالية الجودة باستخدام الميكروفونات الخارجية، بأسعار تبدأ من بضع مئات من الدولارات.
تعني إمكانية التسجيل أن هذه المشغلات يمكنها الترميز مباشرة إلى إم بي 3 أو تنسيقات الصوت الرقمية الأخرى مباشرة من إشارة صوتية على مستوى الخط ‏.[بحاجة لمصدر]

### الراديو
تحتوي بعض أجهزة داب على موالفات راديو إف إم مدمجة. لدى العديد منهم أيضًا خيار تغيير النطاق من المعتاد 87.5 إلى 108.0 ميغا هرتز إلى النطاق الياباني 76.0 – 90.0 ميغا هرتز. لا تحتوي أجهزة داب عادةً على نطاق إيه إم، أو حتى راديو إتش دي ‏، لأن مثل هذه الميزات ستكون باهظة التكلفة للتطبيق، أو بسبب حساسية إيه إم للتداخل.

### الوصول إلى الإنترنت
أصبحت مشغلات الوسائط المحمولة الأحدث تأتي الآن مع إمكانية الوصول إلى الإنترنت عبر واي فاي. ومن أمثلة هذه الأجهزة أجهزة نظام التشغيل أندرويد من مختلف الشركات المصنعة، وأجهزة آي أو إس على منتجات أبل مثل آيفون وآي بود تتش وiPad. لقد مكّن الوصول إلى الإنترنت الأشخاص من استخدام الإنترنت كطبقة اتصالات أساسية لاختيار الموسيقى الخاصة بهم من خدمات التوزيع العشوائي للموسيقى الآلية مثل باندورا، إلى الوصول إلى الفيديو عند الطلب (الذي يتوفر فيه الموسيقى أيضًا) مثل يوتيوب. لقد مكنت هذه التقنية منسقي الأغاني العاديين والهواة من تشغيل مساراتهم من حزمة أصغر من خلال اتصال بالإنترنت، وفي بعض الأحيان يستخدمون جهازين متطابقين على خلاط التلاشي المتبادل. تميل العديد من هذه الأجهزة أيضًا إلى أن تكون هواتف ذكية.

### ذاكرة الموضع الأخير
تحتوي العديد من مشغلات الوسائط الرقمية المحمولة على ذاكرة الموضع الأخير، والتي عندما يتم إيقاف تشغيلها، لا يتعين على المستخدم القلق بشأن البدء في المسار الأول مرة أخرى، أو حتى سماع تكرارات الأغاني الأخرى عندما يتم تحديد قائمة تشغيل أو ألبوم أو مكتبة كاملة للتشغيل العشوائي ‏، حيث يكون التشغيل العشوائي ميزة مشتركة أيضًا. كانت أجهزة التشغيل المبكرة التي تحتوي على «ذاكرة الموضع الأخير» حتى عن بعد والتي سبقت أجهزة تشغيل الوسائط الرقمية ذات الحالة الصلبة عبارة عن وسائط تعتمد على الأشرطة، إلا أن هذا النوع عانى من ضرورة «اللف»، في حين عانت الوسائط المعتمدة على الأقراص من عدم وجود «ذاكرة الموضع الأخير» الأصلية، ما لم يكن لدى مشغلات الأقراص ذاكرة الموضع الأخير الخاصة بها. ومع ذلك، فإن بعض نماذج ذاكرة الفلاش ذات الحالة الصلبة (أو نماذج محركات الأقراص الصلبة التي تحتوي على بعض الأجزاء المتحركة) تعد إلى حد ما «الأفضل من العالمين» في السوق.

### متفرقات
قد تكون البرامج الثابتة لمشغلات الوسائط مجهزة بمدير ملفات أساسي وقارئ نصوص. لقد أضافت بعض مشغلات الوسائط المحمولة مؤخرًا ميزات مثل الكاميرا البسيطة ومحاكاة الألعاب المدمجة (تشغيل نظام نينتندو إنترتينمنت سيستم أو تنسيقات الألعاب الأخرى من صور ROM) وقارئات النصوص البسيطة والمحررين. أصبحت أجهزة بي إم بي الأحدث قادرة على معرفة الوقت، وحتى ضبط الوقت تلقائيًا وفقًا لاستقبال الراديو، وحتى أن بعض الأجهزة مثل آي بود نانو من الجيل السادس تحتوي على أشرطة ساعة يد.
يمكن لمشغلات إم بي 4 الحديثة تشغيل الفيديو بتنسيقات فيديو متعددة دون الحاجة إلى تحويلها مسبقًا أو تصغير حجمها قبل تشغيلها. تحتوي بعض مشغلات إم بي 4 على منافذ يو إس بي، للسماح للمستخدمين بتوصيلها بجهاز كمبيوتر شخصي لتحميل الملفات. تحتوي بعض الموديلات أيضًا على فتحات لبطاقات الذاكرة لتوسيع ذاكرة المشغل بدلاً من تخزين الملفات في الذاكرة المدمجة.

### العتاد

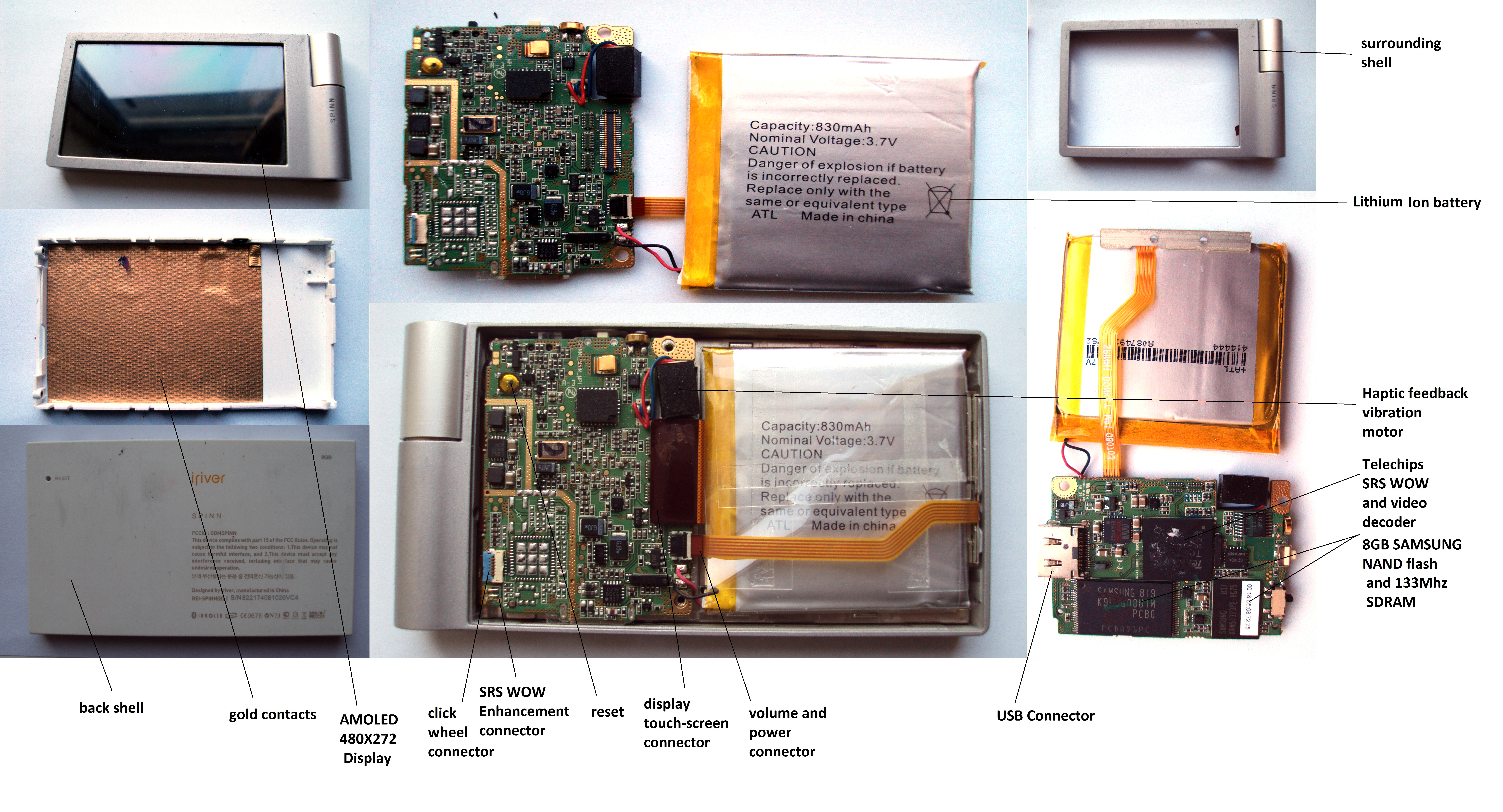
يتميز مشغل الوسائط المحمول آي ريفر سبين بوحدة تخزين سامسونج ومعالج رقائق الهاتف. كما أنها تتميز بشاشة تعمل باللمس وآلية عجلة النقر للملاحة. ينفذ سبين ردود الفعل اللمسية عن طريق الاهتزاز عند إدخال المستخدم. تتيح إمكانيات الأجهزة الإضافية فك تشفير تنسيق وتشغيل الصوت باستخدام إس آر إس واو.

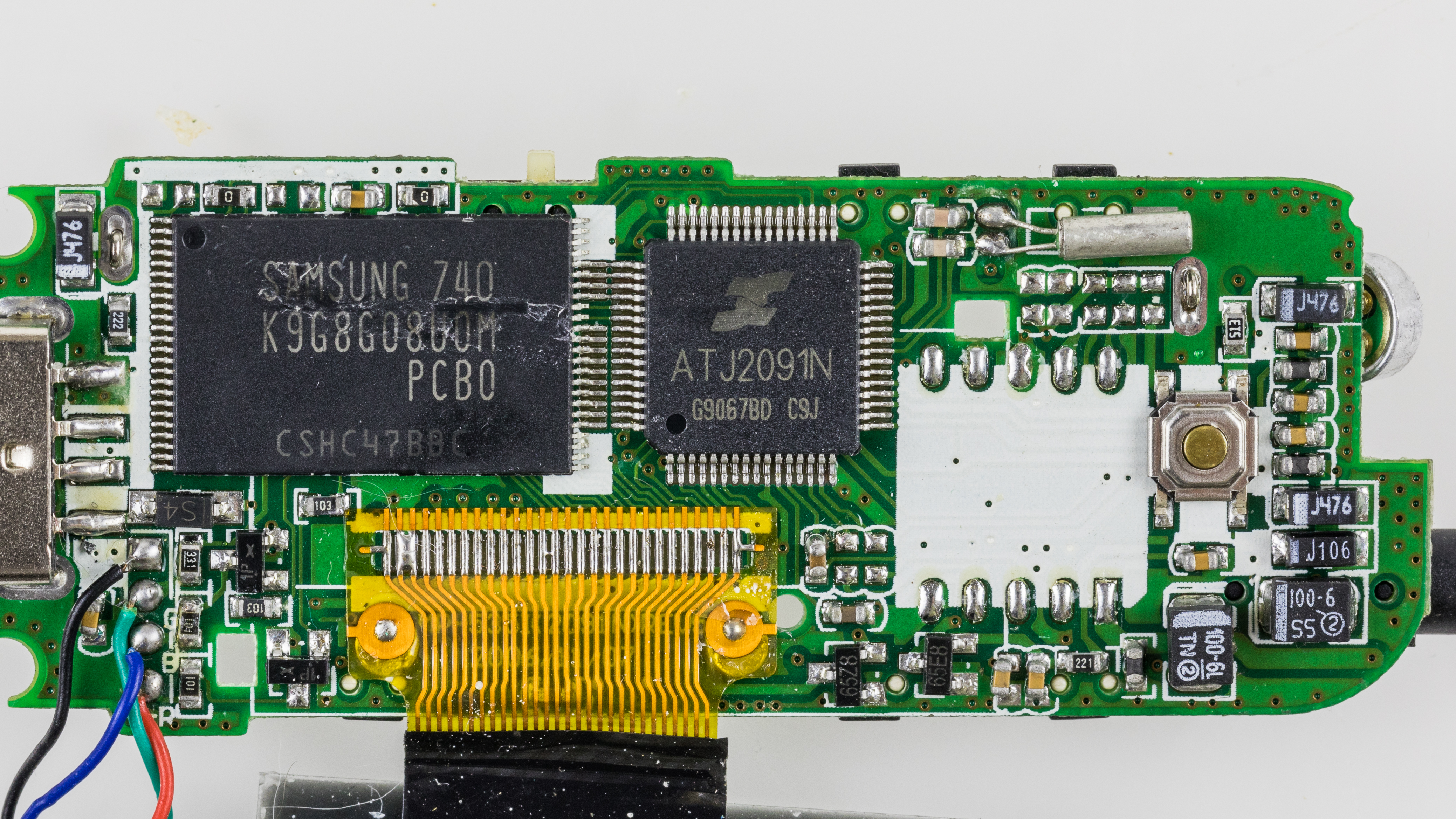
الجزء الداخلي من جهاز داب صغير الحجم بدون علامة تجارية يعتمد على الفلاش

قد تأتي أجهزة بي إم بي في عوامل شكل مختلفة مثل النمط الرأسي أو النمط الأفقي أو نوع محرك المفاتيح. تتكون مشغلات إم بي 3 ذات المفاتيح المعيارية من جزأين قابلين للفصل : الرأس (أو القارئ/الكاتب) والجسم (الذاكرة). يمكن الحصول عليها بشكل مستقل وقابلة للترقية (يمكنك تغيير الرأس أو الجسم؛ أي إضافة المزيد من الذاكرة). تتراوح أحجام العرض حتى 7 بوصات (18 سم). تأتي معظم الشاشات بعمق ألوان يبلغ 16 بت، ولكن الأجهزة الموجهة للفيديو ذات الجودة الأعلى قد تتراوح حتى 24 بت، أو ما يُعرف بالألوان الحقيقية، مع القدرة على عرض 16.7 مليون لون مميز. عادةً ما تكون الشاشات ذات لمسة نهائية غير لامعة ولكنها قد تأتي أيضًا لامعة لزيادة كثافة الألوان والتباين. أصبحت المزيد والمزيد من الأجهزة تأتي الآن مزودة بشاشة تعمل باللمس كشكل من أشكال الإدخال الأساسي أو البديل. يمكن أن يكون هذا لأغراض الراحة و/أو الجمالية. ومن ناحية أخرى، لا تحتوي بعض الأجهزة على أي شاشة على الإطلاق، مما يقلل التكاليف على حساب سهولة التصفح عبر مكتبة الوسائط.

## التاريخ
اليوم، يعمل كل هاتف ذكي أيضًا كمشغل وسائط محمول؛ ومع ذلك، قبل ظهور الهواتف الذكية في الفترة من 2007  –  2012، كانت مجموعة متنوعة من المشغلات المحمولة متاحة لتخزين الموسيقى وتشغيلها. كان السلف المباشر لمشغل الوسائط المحمول هو مشغل الأقراص المضغوطة المحمول ‏ وقبل ذلك كان مشغل الاستريو الشخصي ‏. على وجه الخصوص، يعد جهاز وكمان وديسكمان من شركة سوني من أسلاف مشغلات الصوت الرقمية مثل جهاز آي بود من شركة أبل.
هناك عدة أنواع من مشغلات إم بي 3:
- الأجهزة التي تشغل الأقراص المضغوطة. في كثير من الأحيان، يمكن استخدامها لتشغيل كل من الأقراص المضغوطة الصوتية وأقراص البيانات المصنوعة منزليًا والتي تحتوي على ملفات إم بي 3 أو ملفات صوتية رقمية أخرى.
- الأجهزة الجيبية. وهي عبارة عن أجهزة ذات حالة صلبة تحتفظ بملفات الصوت الرقمية على وسائط داخلية أو خارجية، مثل بطاقات الذاكرة. تعتبر هذه الأجهزة عادةً أجهزة ذات سعة تخزين منخفضة، تتراوح عادةً من 128 ميجابايت إلى 1 جيجابايت، والتي يمكن توسيعها في كثير من الأحيان بذاكرة إضافية. نظرًا لأنها صلبة ولا تحتوي على أجزاء متحركة، فيمكن أن تكون مرنة للغاية. يمكن دمج مثل هذه المشغلات في محركات أقراص فلاش يو إس بي.
- الأجهزة التي تقرأ ملفات الصوت الرقمية من القرص الصلب. يتمتع هؤلاء اللاعبون بقدرات أعلى تتراوح من 1.5 إلى 100 جيجا بايت، اعتمادًا على تقنية القرص الصلب. بمعدلات التشفير النموذجية، يعني هذا أنه من الممكن تخزين آلاف الأغاني - وربما مجموعة موسيقية بأكملها - في مشغل إم بي 3 واحد. مشغل آي بود الشهير من إنتاج شركة أبل هو المثال الأكثر شهرة.

### مشغلات الصوت الرقمية المبكرة
اخترع العالم البريطاني كين كرامر أول مشغل صوتي رقمي، والذي أطلق عليه اسم إكسي. كانت نماذجه الأولية لعام 1979 قادرة على تشغيل الصوت لمدة تصل إلى ساعة واحدة ولكنها لم تدخل الإنتاج التجاري. لم يتم تقديم طلب براءة اختراعه في المملكة المتحدة حتى عام 1981 وتم إصداره في عام 1985 في المملكة المتحدة و1987 في الولايات المتحدة. ومع ذلك، في عام 1988 فشل كرامر في جمع مبلغ الستين ألف جنيه إسترليني المطلوب لتجديد براءة الاختراع، مما يعني أنها دخلت المجال العام. قامت شركة أبل بتعيين كرامر كمستشار وعرضت عمله كمثال للفن السابق في مجال مشغلات الصوت الرقمية أثناء نزاعها مع Burst.com بعد ما يقرب من عقدين من الزمان. في عام 2008، اعترفت شركة أبل بكرامر باعتباره مخترع مشغل الصوت الرقمي
تم إصدار استمع إلى المشغل (بالإنجليزية: Listen Up Player) في عام 1996 بواسطة أوديو هاي واي، وهي شركة أمريكية يقودها ناثان شولهوف ‏. كان بإمكانه تخزين ما يصل إلى ساعة من الموسيقى، ولكن على الرغم من حصوله على جائزة في معرض سي إي إس 1997، فقد تم تصنيع 25 جهازًا فقط منه. في نفس العام، طورت شركة إيه تي آند تي مشغل الصوت الرقمي فلاش باك والذي استخدم في البداية مبرمج الصوت الإدراكي ‏ (PAC) من شركة إيه تي آند تي لضغط الموسيقى، ولكن في عام 1997 تحول إلى إيه إيه سي. في نفس الوقت تقريبًا، قامت شركة إيه تي آند تي أيضًا بتطوير خدمة بث موسيقى داخلية عبر الويب تتمتع بالقدرة على تنزيل الموسيقى إلى فلاش باك. شكلت خدمة إيه إيه سي وخدمات تنزيل الموسيقى هذه لاحقًا الأساس لجهاز أبل آي بود وآي تيونز.
كان أول مشغل صوت رقمي محمول بكميات إنتاجية هو مشغل أوديبل (المعروف أيضًا باسم مشغل جوال، أو كلمات رقمية جاهزة للاستخدام) من Audible.com، والذي كان متاحًا للبيع في نهاية عام 1997 بسعر 199 دولارًا أمريكيًا. كان يدعم فقط تشغيل الصوت الرقمي بتنسيق أوديبل الخاص منخفض معدل البت، والذي طُوّر خصيصًا لتسجيلات الكلام المنطوق. كانت السعة محدودة بـ4 ميجابايت من ذاكرة الفلاش الداخلية، أي ما يعادل حوالي ساعتين من التشغيل، باستخدام بطارية قابلة لإعادة الشحن. لم يكن الجهاز مزودًا بشاشة عرض أو بعناصر تحكم بدائية.

### معيار إم بي 3
تم تقديم إم بي 3 كمعيار ترميز صوتي في عام 1992. وقد استندت إلى العديد من تقنيات ضغط البيانات الصوتية، بما في ذلك تحويل جيب التمام المنفصل المعدل (MDCT)، وتحويل فورييه السريع (FFT)، والطرق الصوتية النفسية. أصبح إم بي 3 تنسيقًا قياسيًا شائعًا ونتيجة لذلك دعمته معظم مشغلات الصوت الرقمية بعد ذلك ومن ثم غالبًا ما كانت تسمى مشغلات إم بي 3.
على الرغم من تسميتها شعبياً بمشغلات إم بي 3 في ذلك الوقت، إلا أن معظم المشغلات كانت قادرة على تشغيل أكثر من مجرد تنسيق ملف إم بي 3. كما يدعم المشغلون في بعض الأحيان نظام ويندوز الصوتي (دبليو إم إيه)، ترميز الصوت المتقدم (إيه إيه سي)، وفربس، وإف إل إيه سي، وسبيكس، وأوغ.

### أول مشغل إم بي 3 محمول
تم إطلاق أول مشغل إم بي 3 محمول في عام 1997 بواسطة شركة سايهان لأنظمة المعلومات [الإنجليزية]، والتي باعت مشغل إم بي مان إف 10 الخاص بها في كوريا الجنوبية في ربيع عام 1998. في منتصف عام 1998، قامت الشركة الكورية الجنوبية بترخيص اللاعبين للتوزيع في أمريكا الشمالية لشركة مختبرات إيجر، والتي أعادت تسميتهم باسم إيجرمان إف 10 وإف 20. كانت مشغلات الفلاش متاحة في 32 ميجابايت أو 64 تبلغ سعة التخزين 6 أو 12 أغنية (ميغا بايت) وتحتوي على شاشة إل سي دي لإخبار المستخدم بالأغنية التي يتم تشغيلها حاليًا.
تم إصدار أول مشغل إم بي 3 صوتي للسيارة يعتمد على محرك أقراص ثابت في عام 1997 بواسطة إم بي32جو وكان يسمى مشغل إم بي32جو. كان يتألف من 3 محرك أقراص ثابت غ ب آي بي إم مقاس 2.5 بوصة كان موضوعًا في حاوية مثبتة في صندوق السيارة ومتصلة بنظام راديو السيارة. تم بيعه بسعر 599 دولارًا وكان فشلًا تجاريًا.

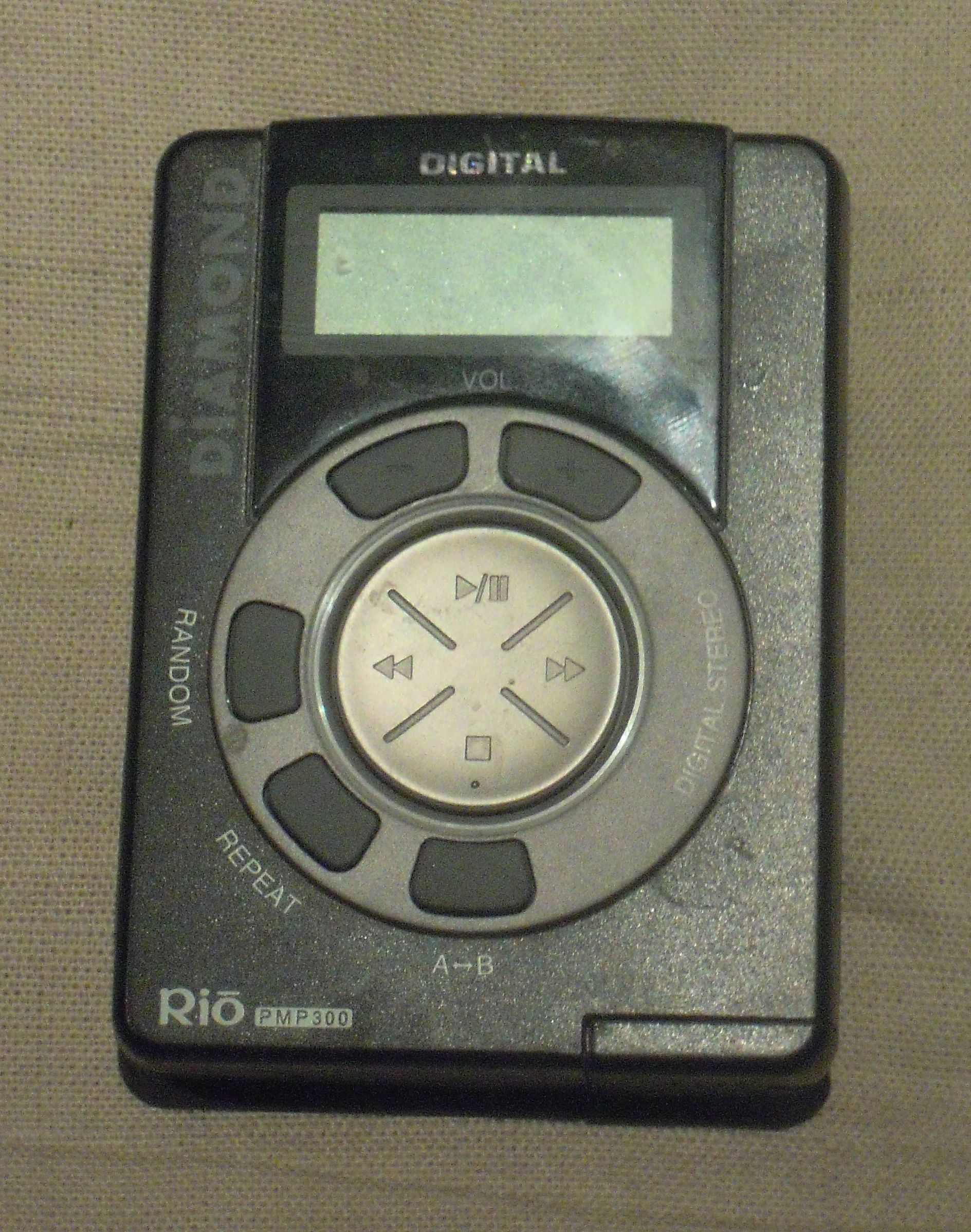
ريو بي إم بي 300، أحد أقدم أجهزة داب التي تم تسويقها، والذي يقوم بتشغيل الموسيقى بتنسيق إم بي 3.

تم طرح ريو بي إم بي300 ‏ من دايموند مالتي ميديا في سبتمبر 1998، بعد بضعة أشهر من طرح إم بي مان، كما تميزت أيضًا بشاشة مقاس 32 بوصة. سعة تخزين ميجا بايت. لقد حقق نجاحًا خلال موسم العطلات، حيث تجاوزت المبيعات التوقعات. وقد أدى ذلك في وقت لاحق إلى تحفيز الاهتمام والاستثمار في الموسيقى الرقمية. وسرعان ما رفعت جمعية صناعة التسجيلات الأمريكية دعوى قضائية زعمت فيها أن الجهاز يساعد على النسخ غير القانوني للموسيقى، لكن دايموند حقق انتصاراً قانونياً في القضية التي رفعتها شركة سوني كورب أوف أميركا ضد شركة يونيفرسال سيتي ستوديوز ‏، وتم الحكم بأن أجهزة إم بي 3 هي أجهزة قانونية. ونظرًا لشهرة المشغل باعتباره هدفًا لدعوى قضائية كبرى، فمن المفترض خطأً أن يكون ريو هو أول مشغل صوت رقمي.
وواصلت شركة مختبرات إيجر ودايموند تأسيس قطاع جديد في سوق مشغلات الصوت المحمولة، وشهد العام التالي دخول العديد من الشركات المصنعة الجديدة إلى هذا السوق. سيكون بي إم بي300 بمثابة بداية لسلسلة ريو من اللاعبين. ومن الواضح أن شركات التكنولوجيا الكبرى لم تواكب التكنولوجيا الجديدة، وبدلاً من ذلك أصبحت الشركات الناشئة الصغيرة هي المهيمنة على العصر المبكر لمشغلات إم بي 3.

### أجهزة إم بي 3 المحمولة الأخرى المبكرة
وشملت أجهزة إم بي 3 المحمولة المبكرة الأخرى جهاز مختبرات نوماد الإبداعية ‏ وجهاز آر سي إيه ليرا ‏. كانت هذه الأجهزة المحمولة صغيرة وخفيفة الوزن، ولكن كانت ذاكرتها لا تكفي إلا لاستيعاب ما يقرب من 7 إلى 20 أغنية في الوضع العادي 128 معدلات ضغط kbit/s. كما استخدموا أيضًا اتصالات المنفذ المتوازي الأبطأ لنقل الملفات من الكمبيوتر الشخصي إلى المشغل، وهو أمر ضروري لأن معظم أجهزة الكمبيوتر الشخصية كانت تستخدم في ذلك الوقت أنظمة التشغيل ويندوز 95 وNT، والتي لم تكن تحتوي على دعم أصلي لاتصالات يو إس بي.

### ظهور مشغلات تعتمد على الأقراص الصلبة
في عام 1999، ظهر أول مشغل رقمي رقمي يعتمد على محرك أقراص ثابت باستخدام محرك كمبيوتر محمول مقاس 2.5 بوصة، وهو صندوق الموسيقى الشخصي ‏ (بيه جيه بي-100) الذي صممته شركة كومباك وأصدرته شركة هانجو للإلكترونيات ‏ سعة تخزين تبلغ 1 جيجابايت، والتي كانت تحتوي على حوالي 1200 أغنية، كانت رائدة فيما يمكن أن يسمى بقطاع أجهزة الموسيقى الرقمية المحمولة. وفي نهاية المطاف أصبح هذا القطاع هو النوع السائد من مشغلات الموسيقى الرقمية.

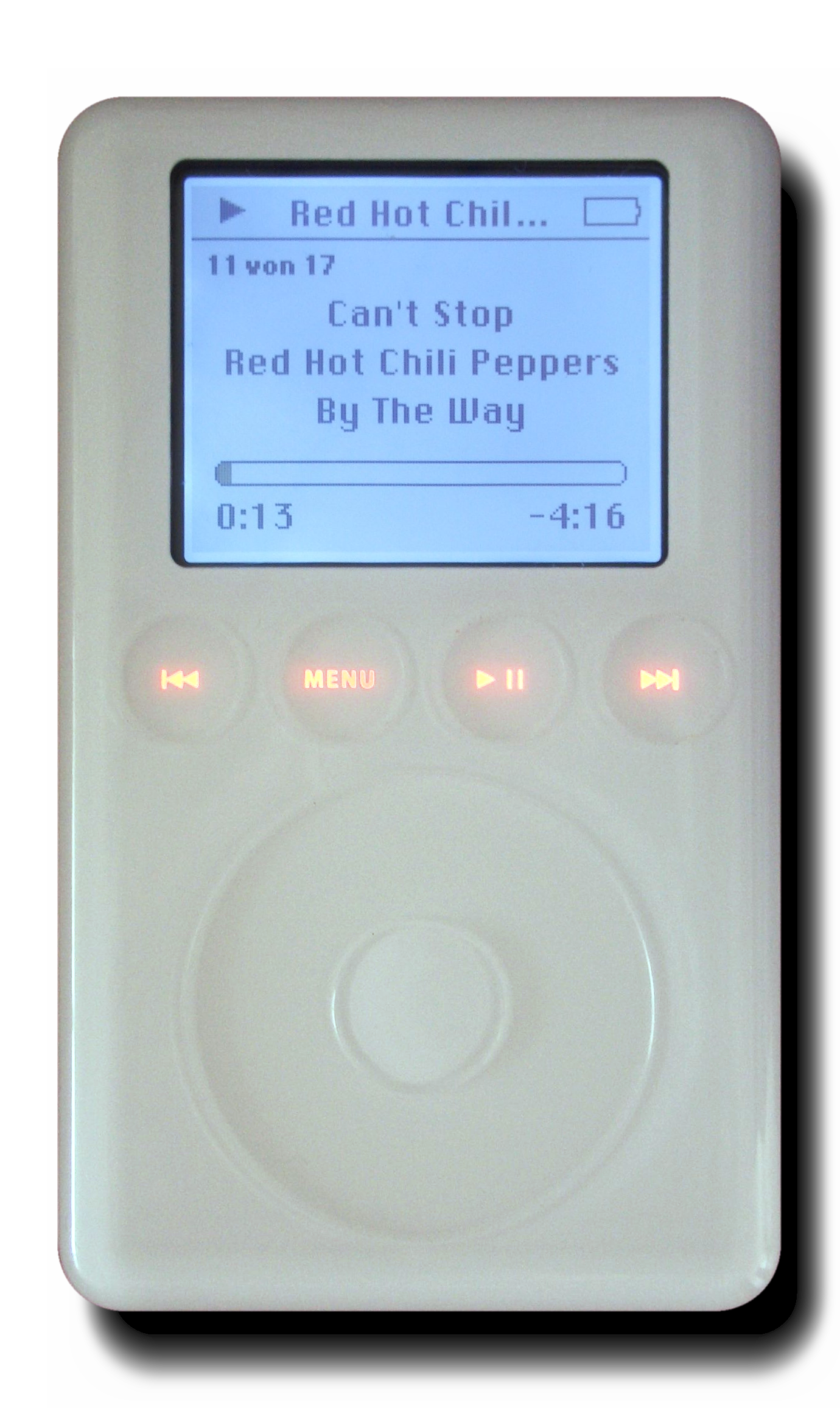
الجيل الثالث من آي بود، والذي يخزن الملفات الصوتية على محرك أقراص صلبة صغير الحجم.

وفي نهاية عام 1999 ظهر أيضًا أول مشغل إم بي 3 مدمج في لوحة القيادة. قدمت سيارة إمبيج ‏ للاعبين قدرات متعددة تتراوح من 5 إلى 28 المملكة المتحدة. لم تكتسب الوحدة شعبية كبيرة وتم إيقافها في خريف عام 2001.

### صعود الشركات الكورية الجنوبية
على مدى العامين التاليين، كانت هناك عروض من شركات كورية جنوبية، وهي الشركات الناشئة آي ريفر ‏ (علامة تجارية لشركة رينكوم)، ومبيو (علامة تجارية لشركة ديجيتال واي)، وكاون. في ذروتها، استحوذت هذه الشركات الكورية على ما يصل إلى 40% من حصة السوق العالمية لمشغلات إم بي 3. لكن هذه الشركات المصنعة فقدت طريقها بعد عام 2004 عندما فشلت في المنافسة مع أجهزة آي بود الجديدة. بحلول عام 2006، تفوقت عليهم أيضًا شركة سامسونج للإلكترونيات العملاقة الكورية الجنوبية.

### دخول سوني إلى السوق
دخلت شركة سوني سوق مشغلات الصوت الرقمية في عام 1999 بجهاز مقطع موسيقى فايو وعصا الذاكرة وكمان، ومع ذلك، لم تكن هذه الأجهزة من الناحية الفنية مشغلات إم بي 3 لأنها لم تكن تدعم تنسيق إم بي 3 ولكن بدلاً من ذلك كانت تدعم تنسيق أتراك الخاص بشركة سوني و دبليو إم إيه. لم يصدر أول مشغل وكمان يدعم إم بي 3 للشركة حتى عام 2004. على مر السنين، تم إصدار مجموعة متنوعة من أجهزة داب وبي إم بي المعتمدة على محركات الأقراص الصلبة والفلاش ضمن مجموعة وكمان.

### خط سامسونج يوب وصندوق موسيقى نوماد الإبداعي
تم إطلاق خط سامسونج يوب ‏ لأول مرة في عام 1999 بهدف صنع أصغر مشغلات الموسيقى في السوق. في عام 2000، أصدرت شركة كرييتف الإصدار 6 جهاز جوك بوكس نوماد من كرييتف المبني على محرك أقراص ثابت بسعة 1.6 جيجا بايت. استعار الاسم استعارة صندوق الموسيقى التي اشتهرت بها شركة ريموت سيلوشن، والتي تستخدمها شركة أركوس أيضًا. استخدم اللاعبون اللاحقون في مجموعة كرييتف نوماد محركات الأقراص الصغيرة بدلاً من محركات الأقراص المحمولة. في أكتوبر 2000، أصدرت شركة البرمجيات الكورية الجنوبية أنظمة كاون أول مشغل إم بي 3 لها، سي دبليو 100، تحت الاسم التجاري آي أوديو ‏. في ديسمبر 2000، بعد بضعة أشهر من إطلاق جوك بوكس نوماد من كرييتف، أصدرت أركوس جهاز جوك بوكس 6000 ‏ مع 6 القرص الصلب جيجا بايت. كما أصدرت شركة فيليبس أيضًا مشغلًا يُدعى راش.

### نمو السوق
في 23 أكتوبر 2001، كشفت شركة أبل عن الجيل الأول من آي بود، وهو جهاز ذو شاشة 5. مشغل داب يعتمد على محرك أقراص ثابت سعة 1.8 بوصة وشاشة أحادية اللون مقاس 2 بوصة. مع تطوير واجهة مستخدم بسيطة وعامل شكل أصغر، أصبح آي بود شائعًا في البداية داخل مجتمع ماكنتوش. في يوليو 2002، قدمت شركة أبل تحديث الجيل الثاني لجهاز آي بود، والذي كان متوافقًا مع أجهزة الكمبيوتر التي تعمل بنظام ويندوز من خلال جوك بوكس ميوزيك ماتش ‏. سرعان ما أصبحت أجهزة آي بود منتج داب الأكثر شعبية وقادت النمو السريع لهذا السوق خلال أوائل ومنتصف العقد الأول من القرن الحادي والعشرين.

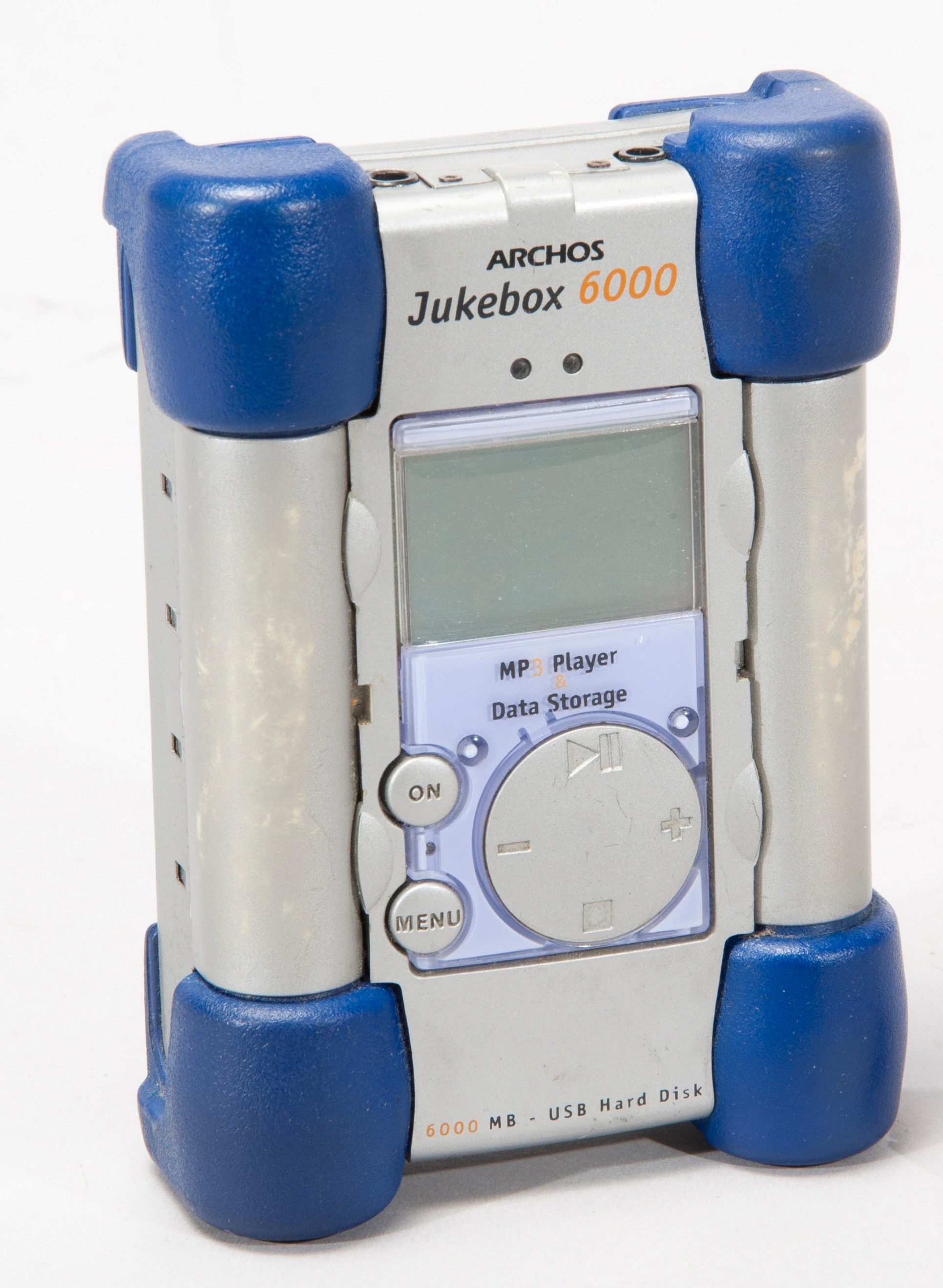
تم إصدار أركوس جوك بوكس 6000 في أواخر عام 2001 وهو عبارة عن جهاز داب مزود بقرص صلب، وهو أحد أقدم الأجهزة من نوعه.

في عام 2002، أصدرت شركة أركوس أول جهاز بي إم بي، وهو أركوس جوك بوكس ملتيميديا [الإنجليزية] بشاشة ملونة صغيرة مقاس 1.5 بوصة. وفي العام التالي، أصدرت شركة أركوس جهاز جوك بوكس متعدد الوسائط آخر، وهو إيه في 300، بشاشة مقاس 3.8 بوصة و20 القرص الصلب جيجا بايت. في نفس العام، أصدرت شركة توشيبا جهاز جيجابيت الأول. في عام 2003، أطلقت شركة ديل خطًا من مشغلات الموسيقى الرقمية المحمولة التي أطلق عليها اسم ديل دي جي. تم إيقافها بحلول عام 2006.
كان اسم مشغل إم بي 4 مصطلحًا تسويقيًا لمشغلات الوسائط المحمولة غير المكلفة، والتي عادةً ما تكون من مصنعي أجهزة غير معروفين أو عامة. الاسم في حد ذاته تسمية خاطئة، حيث أن معظم مشغلات إم بي 4 حتى عام 2007 كانت غير متوافقة مع إم بي إي جي-4 الجزء 14 أو تنسيق الحاوية.إم بي 4. وبدلاً من ذلك، يشير المصطلح إلى قدرتهم على تشغيل أنواع ملفات أكثر من مجرد إم بي 3. بهذا المعنى، في بعض الأسواق مثل البرازيل، فإن أي وظيفة جديدة تضاف إلى مشغل وسائط معين يتبعها زيادة في العدد، على سبيل المثال مشغل إم بي 5 أو إم بي 12، على الرغم من عدم وجود معايير إم بي إي جي مقابلة.
كانت شركة آي ريفر ‏ من كوريا الجنوبية تصنع في الأصل مشغلات الأقراص المضغوطة المحمولة، ثم بدأت في تصنيع مشغلات الصوت الرقمية ومشغلات الوسائط المحمولة في عام 2002. قدمت شركة كرييتف أيضًا خط زد إي إن ‏. وقد حظي كلا منهما بشعبية كبيرة في بعض المناطق.

في عام 2004، حاولت مايكروسوفت الاستفادة من سوق بي إم بي المتنامي من خلال إطلاق منصة مركز الوسائط المحمولة ‏ (PMC). تم تقديمه في معرض الإلكترونيات الاستهلاكية لعام 2004 مع الإعلان عن مركز زون للوسائط المحمولة، والذي تم تطويره بالاشتراك مع شركة كرييتف. ستعتمد سلسلة مايكروسوفت زون في وقت لاحق على جيجابيت إس، أحد الأجهزة التي تم تنفيذها بواسطة مركز الوسائط المحمولة.

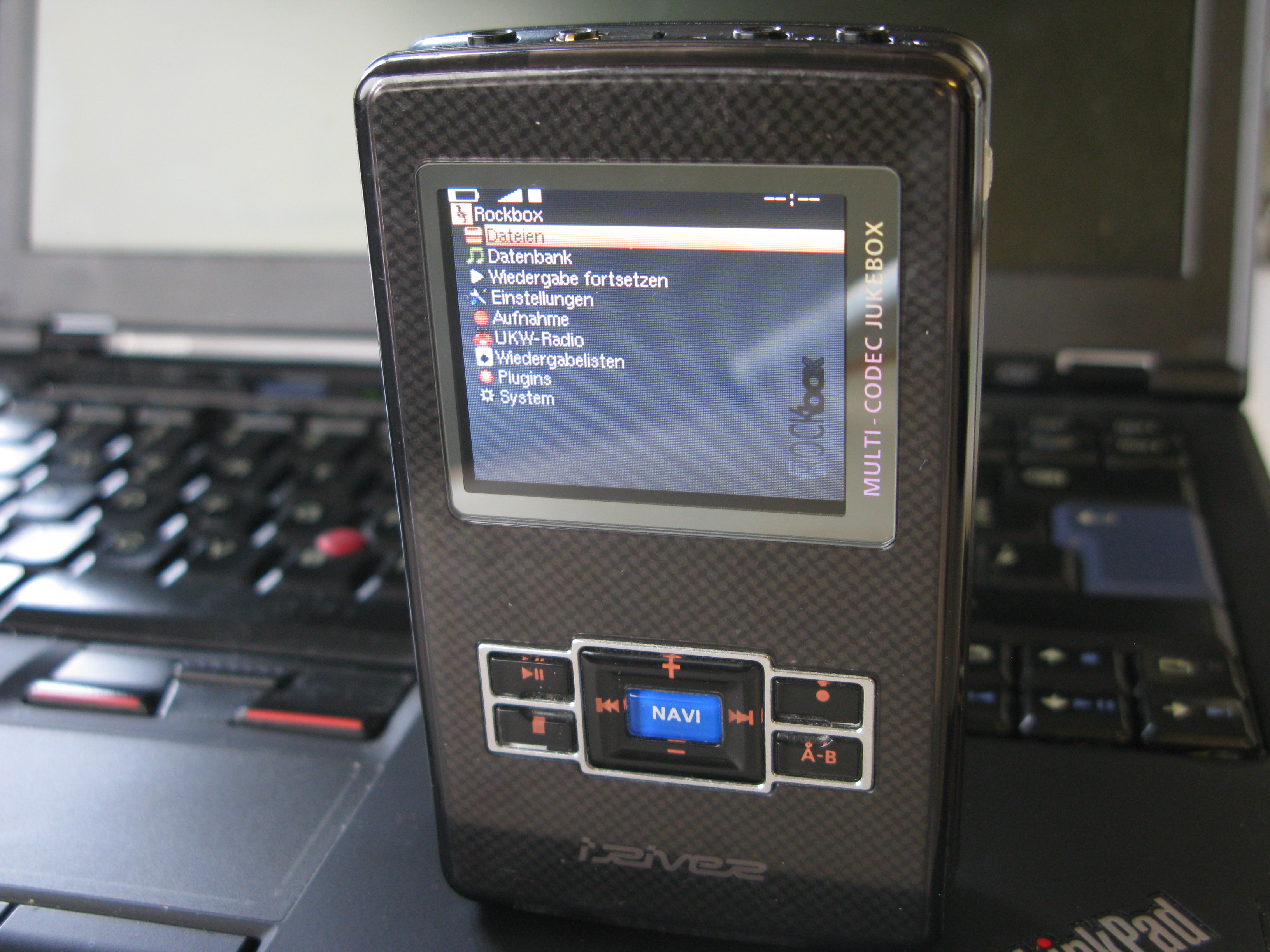
تم تطوير روك بوكس كبرنامج ثابت مفتوح المصدر ومجاني شائع للعديد من أجهزة بي إم بي

في مايو 2005، دخلت شركة سانديسك، الشركة المصنعة لذاكرة الفلاش، سوق بي إم بي من خلال خط سانسا [الإنجليزية] من المشغلات، بدءًا من سلسلة e100، ثم سلسلة إم 200، وسلسلة سي 100.
كما أصبحت مشغلات إم بي 3 العامة غير المكلفة شائعة أيضًا خلال منتصف العقد الأول من القرن الحادي والعشرين. كانت العديد من هذه المنتجات تعتمد على مشغل إم بي 3 إس 1 ‏ وكانت تتضمن نسخًا مقلدة من العلامات التجارية الرسمية.
في عام 2007، قدمت شركة أبل جهاز آي بود تتش، وهو أول جهاز آي بود مزود بشاشة متعددة اللمس. كانت هناك بعض المنتجات المشابهة من قبل مثل آي ريفر كليكس ‏ في عام 2006. وفي كوريا الجنوبية، بلغت مبيعات مشغلات إم بي 3 ذروتها في عام 2006، ولكنها بدأت في الانخفاض بعد ذلك. وقد كان هذا مدفوعًا جزئيًا بإطلاق خدمات التلفزيون المحمول (DMB)، والتي أدت جنبًا إلى جنب مع الطلب المتزايد على الأفلام أثناء التنقل إلى الانتقال بعيدًا عن مشغلات الموسيقى فقط إلى أجهزة تشغيل الأفلام الشخصية. بحلول عام 2008، تم بيع عدد أكبر من أجهزة تشغيل الفيديو مقارنة بمشغلات الصوت فقط.

### العلامات التجارية والشعبية في جميع أنحاء العالم
بحلول منتصف العقد الأول من القرن الحادي والعشرين والسنوات التي تلته، أصبح جهاز آي بود هو جهاز داب أو بي إم بي الأكثر مبيعًا بهامش كبير، حيث كان واحدًا من كل أربعة أجهزة تباع في جميع أنحاء العالم عبارة عن آي بود. كانت مهيمنة بشكل خاص في الولايات المتحدة حيث بلغت مبيعاتها أكثر من 70% في نقاط مختلفة من الزمن، وكان أقرب منافس لها في عام 2006 هو سانديسك. كما كانت شركة أبل متقدمة في اليابان على الشركات المصنعة المحلية سوني وباناسونيك خلال هذا الوقت، على الرغم من أن الفجوة بين أبل وسوني قد تقلصت بحلول عام 2010 تقريبًا. في كوريا الجنوبية، كانت العلامات التجارية المحلية آي ريفر وسامسونج وكاون هي الرائدة في السوق اعتبارًا من عام 2005.
اختلفت أنماط الشراء الأوروبية؛ فبينما كانت شركة أبل في وضع قوي بشكل خاص في المملكة المتحدة، كانت أوروبا الغربية القارية تفضل عمومًا الشركات الأرخص، وغالبًا ما تكون الشركات الصينية التي أعيدت تسميتها تحت علامات تجارية محلية مثل جرونديج. وفي الوقت نفسه، في أوروبا الشرقية، بما في ذلك روسيا، تم تفضيل الأجهزة ذات الأسعار الأعلى والتصميم أو الوظائف المحسنة بدلاً من الأجهزة ذات الأسعار الأعلى. وفي كوريا الجنوبية، كانت الشركات المصنعة مثل آي ريفر وسامسونج تحظى بشعبية خاصة، فضلاً عن نماذج أو إي إم تحت العلامات التجارية المحلية. كانت شركة كرييتيف هي الشركة المصنعة الأكثر مبيعاً في بلدها الأم سنغافورة. في الصين، تم تصنيف العلامات التجارية المحلية نيومان ودي إي سي وأيغو باعتبارها أفضل البائعين اعتبارًا من عام 2006.

### الفئات الأخرى

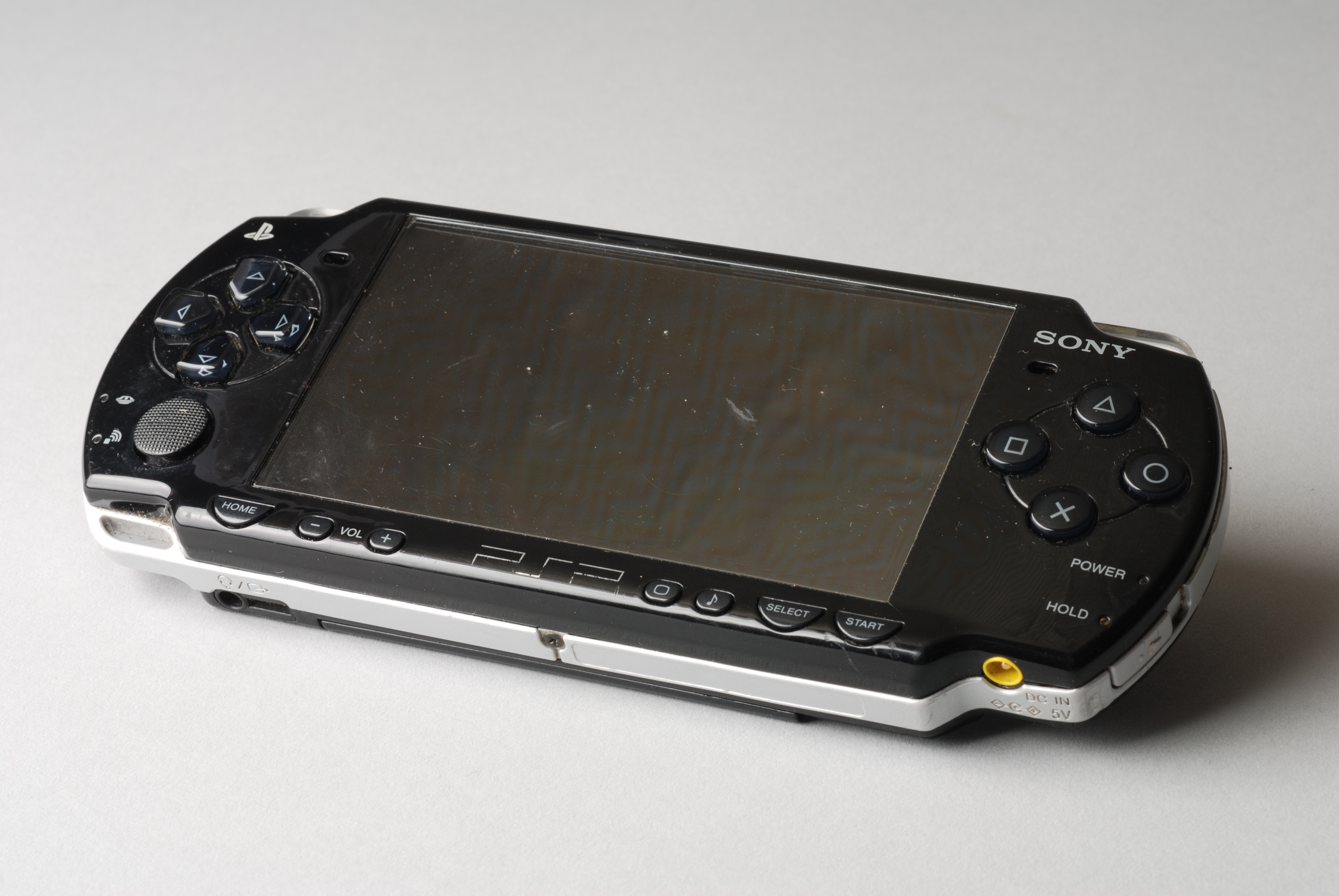
بلاي ستيشن بورتبل

تم إنتاج هاتف سامسونج إس بي إتش-إم 2100، أول هاتف محمول مزود بمشغل إم بي 3 مدمج، في كوريا الجنوبية في أغسطس 1999. تم إطلاق هاتف سامسونج إس بي إتش-إم 100 (أبرور) في عام 2000 وكان أول هاتف محمول يتمتع بإمكانيات تشغيل الموسيقى إم بي 3 في السوق الأمريكية. انتشر الابتكار بسرعة كبيرة، وبحلول عام 2005، كان أكثر من نصف الموسيقى المباعة في كوريا الجنوبية تباع مباشرة إلى الهواتف المحمولة، وكانت جميع شركات تصنيع الهواتف المحمولة الكبرى في العالم قد أصدرت هواتف قادرة على تشغيل ملفات إم بي 3. بحلول عام 2006، كان عدد الهواتف المحمولة التي تدعم تشغيل ملفات إم بي 3 يفوق عدد مشغلات إم بي 3 المستقلة. أشارت شركة أبل إلى الارتفاع السريع لمشغل الوسائط في الهواتف باعتباره السبب الرئيسي لتطوير الآيفون.[بحاجة لمصدر] في عام 2007، كان عدد الهواتف القادرة على تشغيل الوسائط أكثر من 1 مليار.[بحاجة لمصدر] أنشأت بعض الشركات علامات تجارية فرعية تركز على الموسيقى للهواتف المحمولة، على سبيل المثال مجموعة وكمان السابقة من سوني إريكسون أو مجموعة إكسبريس ميوزيك ‏ من نوكيا، والتي لديها تركيز إضافي على تشغيل الموسيقى وعادةً ما تحتوي على ميزات مثل أزرار الموسيقى المخصصة.

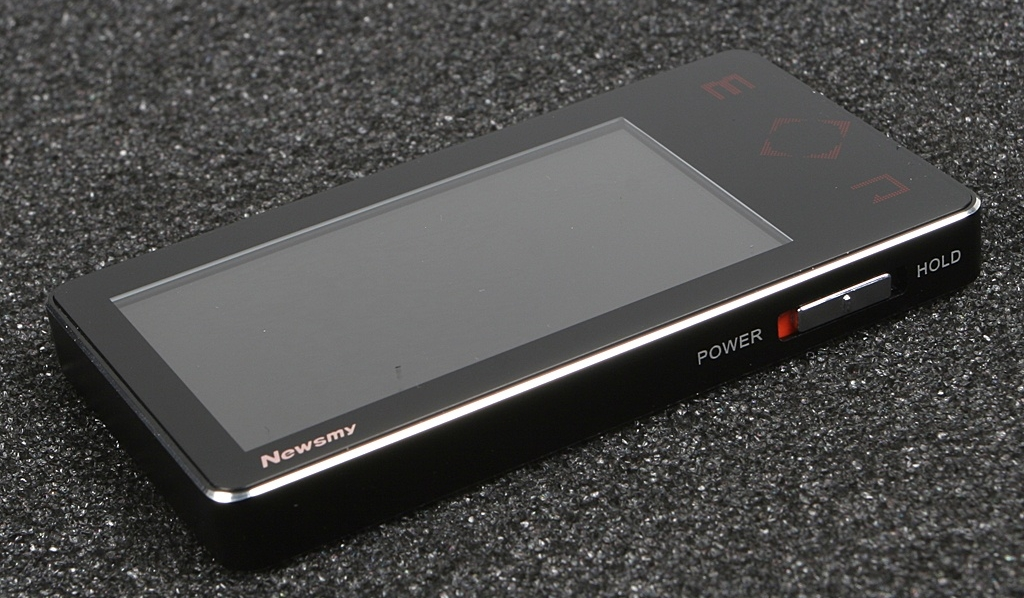
«مشغل إم بي 4» من نيوزمي، وهي شركة كبرى لتصنيع بي إم بي في الصين

بدأت الهواتف المحمولة المجهزة بوظائف بي إم بي مثل تشغيل الفيديو في الظهور أيضًا في العقد الأول من القرن الحادي والعشرين. وقد تم اعتبار المنتجات الأخرى غير الهواتف مثل بلاي ستيشن بورتبل وبلاي ستيشن فيتا أيضًا من منتجات بي إم بي.

### الانحدار والمعاصرة

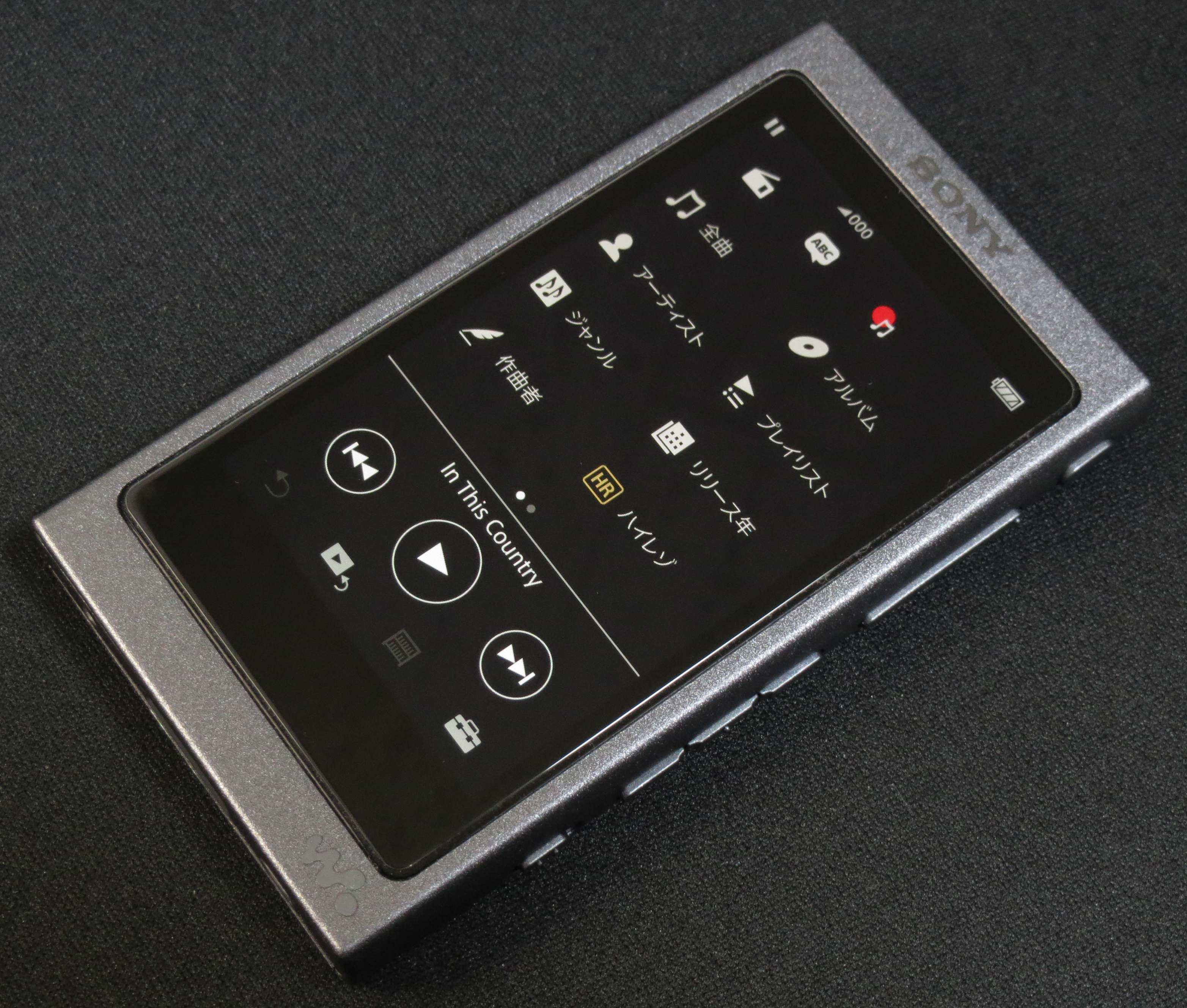
مشغل حديث، سوني وكمان إن دبليو-إيه 35، يركز على القدرات الصوتية العالية مثل القدرة على تشغيل (DSD)

لقد انخفضت شعبية برامج إدارة المشاريع الاحترافية بعد أواخر العقد الأول من القرن الحادي والعشرين بسبب تزايد اعتماد الهواتف الذكية التي تتضمن وظائف برامج إدارة المشاريع الاحترافية على مستوى العالم. بلغت المبيعات ذروتها في عام 2007، كما بلغت إيرادات السوق ذروتها في عام 2008 عند 21٫6 مليار دولار أمريكي. تفوقت مبيعات الهواتف المحمولة القادرة على تشغيل الموسيقى على مبيعات أجهزة داب بنحو ثلاثة إلى واحد في عام 2007.
في الاتحاد الأوروبي، بلغ الطلب على مشغلات إم بي 3 ذروته في عام 2007 مع بيع 43.5 مليون جهاز بقيمة إجمالية تبلغ 3.8 مليار يورو. شهدت المبيعات والإيرادات انكماشًا مزدوج الرقم لأول مرة في عام 2010. وفي الهند، انخفضت مبيعات منتجات إدارة المشاريع لأول مرة في عام 2012، بعد بضع سنوات من انخفاضها في الاقتصادات المتقدمة. كانت شركة أبل تقود السوق بحصة بلغت حوالي 50%، في حين كانت سوني وفيليبس من العلامات التجارية الكبرى الأخرى.
وفي الوقت نفسه، تفوقت مبيعات جهاز آي فون على مبيعات أفضل منتجات أبل مبيعاً، وهو الآيبود، في عام 2011.

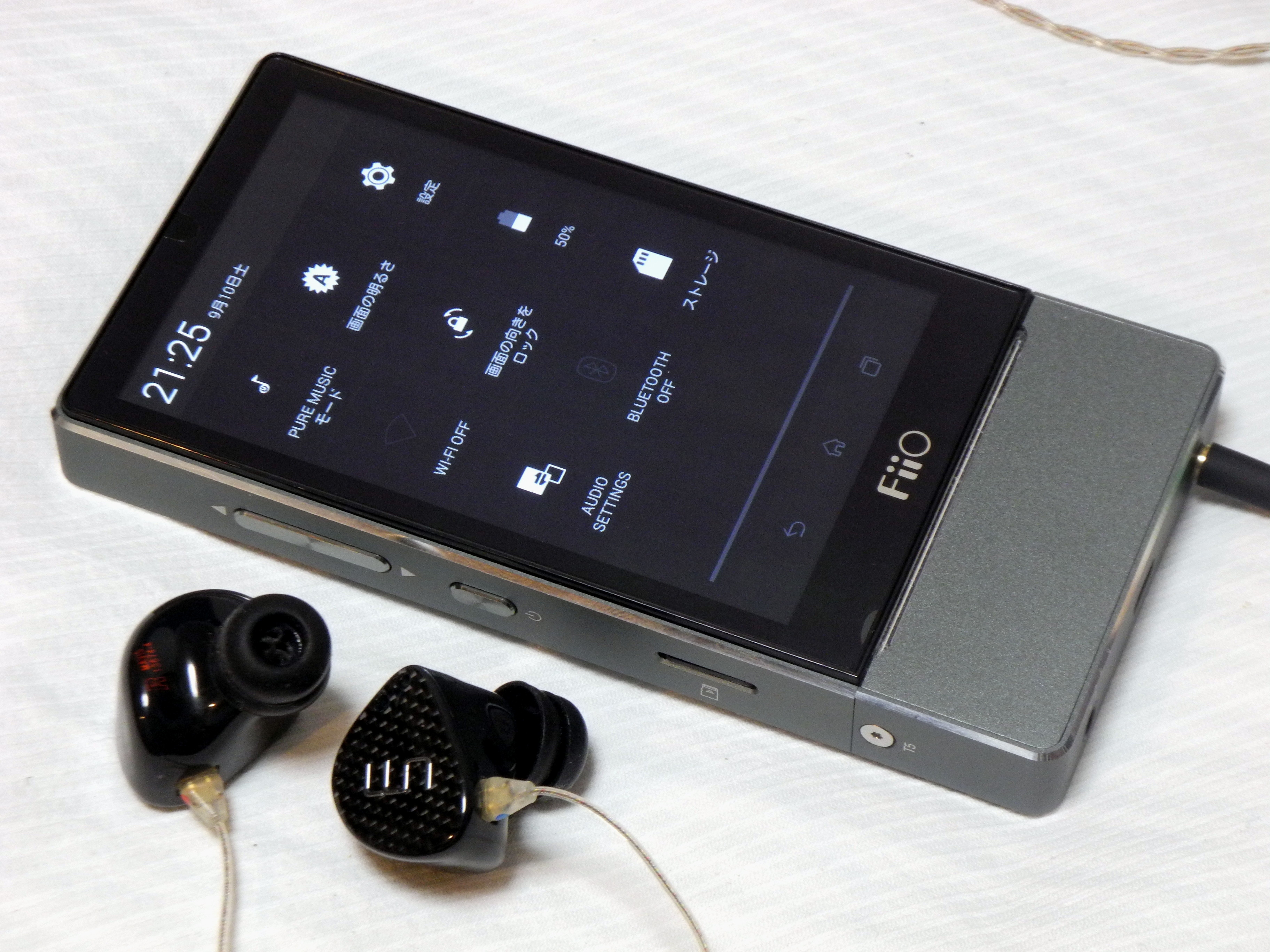
برنامج بي إم بي حديث من إنتاج شركة فييو

تستمر شركات تصنيع مثل سانديسك وسوني وآي ريفر وفيليبس وكاون ومجموعة من الشركات المصنعة الصينية وهي أيغو ونيوزمي وبايل وأوندا في تصنيع أجهزة داب بكميات أقل. غالبًا ما يكون لديهم نقاط بيع محددة في عصر الهواتف الذكية، مثل قابلية النقل (لللاعبين ذوي الحجم الصغير) أو للحصول على صوت عالي الجودة مناسب لمحبي الصوت ‏.

## تنسيقات الصوت الشائعة
هناك ثلاث فئات من تنسيقات الصوت:
- صوت بي سي إم غير مضغوط: يمكن لمعظم المشغلات أيضًا تشغيل بي سي إم غير مضغوط في حاوية مثل واف أو تنسيق ملف مبادل الصوت.
- تنسيقات الصوت بدون فقدان: تحافظ هذه التنسيقات على جودة Hi-fi لكل أغنية أو قرص. هذه هي التنسيقات المستخدمة في الأقراص المضغوطة، ويوصي العديد من الأشخاص باستخدام تنسيقات الصوت بدون فقدان للحفاظ على جودة الأقراص المضغوطة في ملفات الصوت على سطح المكتب. تتضمن التنسيقات الخالية من الخسارة أبل لوسليس وإف إل إيه سي.
- تنسيقات الضغط مع فقدان البيانات: تستخدم معظم تنسيقات الصوت الضغط مع فقدان البيانات، لإنتاج ملف صغير قدر الإمكان ومتوافق مع جودة الصوت المطلوبة. هناك مقايضة بين الحجم وجودة الصوت في الملفات المضغوطة بشكل ضائع؛ فمعظم التنسيقات تسمح بمجموعات مختلفة - على سبيل المثال، قد تستخدم ملفات إم بي 3 ما بين 32 (الأسوأ)، و128 (المعقول) و320 (الأفضل) كيلوبت في الثانية.[73]

هناك أيضًا تنسيقات خالية من حقوق الملكية مثل فري للموسيقى العامة وسبيكس وOpus المستخدمة للتسجيلات الصوتية. عند «استخراج» الموسيقى من الأقراص المضغوطة، يوصي العديد من الأشخاص باستخدام تنسيقات الصوت بدون فقدان للحفاظ على جودة القرص المضغوط في ملفات الصوت على سطح المكتب، وتحويل الموسيقى إلى تنسيقات ضغط مع فقدان البيانات عند نسخها إلى مشغل محمول. تعتمد التنسيقات التي يدعمها مشغل صوت معين على البرامج الثابتة الخاصة به؛ في بعض الأحيان يضيف تحديث البرامج الثابتة المزيد من التنسيقات. تعد تنسيقات إم بي 3 و إيه إيه سي من التنسيقات السائدة، ويتم دعمها عالميًا تقريبًا.

### الفيديو والشرائح
مجموعات الشرائح وتنسيقات الملفات الخاصة ببعض أجهزة بي إم بي:
- Anyka هي شريحة تُستخدم في العديد من مشغلات إم بي 4. تدعم نفس صيغ روكشيب.
- تم دمج معالجة الفيديو  [لغات أخرى]‏ روكشيب من شركة فوزهو روكشيب للإلكترونيات في العديد من مشغلات إم بي 4، ودعم إيه في آي بدون إطارات ب في إم بي إي جي-4 الجزء 2  [لغات أخرى]‏ (وليس الجزء 14)، بينما يتم استخدام ضغط الصوت إم بي 2  [لغات أخرى]‏.[76] يجب أن يتم حشو المقطع، إذا لزم الأمر، ليتناسب مع دقة الشاشة. أي انحراف طفيف عن التنسيق المدعوم يؤدي إلى ظهور رسالة الخطأ «التنسيق غير مدعوم».
- بدأت بعض الأجهزة، مثل أوندا في إكس 979+، في استخدام شرائح من إنجينيك، والتي تتمتع بالقدرة على دعم تنسيقات الفيديو الخاصة بريل نتووركس.[77] بالإضافة إلى ذلك، فإن اللاعبين الذين يستخدمون تقنية سيجما تيل  [لغات أخرى]‏ متوافقون مع إس إم في (فيديو سيجما تيل).

#### فيديو أنمي موسيقي
إن خوارزمية ضغط الصورة لهذا التنسيق غير فعالة وفقًا للمعايير الحديثة (حوالي 4 بكسل لكل بايت، مقارنة بأكثر من 10 بكسل لكل بايت لتنسيق إم بي إي جي-2). تتوفر مجموعة ثابتة من الدقة (96 × 96 إلى 208 × 176 بكسل) ومعدلات الإطارات (12 أو 16 إطارًا). ومع ذلك، يمكن استخدامه مع متطلبات الأجهزة المحدودة. سيكون حجم ملف الفيديو الذي تبلغ مدته 30 دقيقة حوالي 100 ميجا بايت بدقة 160 × 120.

#### إم تي في
يتكون تنسيق فيديو إم تي في (لا علاقة له بشبكة الكابل) من رأس ملف يبلغ حجمه 512 بايت يعمل عن طريق عرض سلسلة من إطارات الصور الخام أثناء تشغيل إم بي 3. أثناء هذه العملية، يتم تمرير إطارات الصوت إلى وحدة فك التشفير الخاصة بشريحة المعالج، بينما يتم ضبط مؤشر الذاكرة الخاص بجهاز العرض على الصورة التالية ضمن تدفق الفيديو. لا تتطلب هذه الطريقة أجهزة إضافية لفك التشفير، على الرغم من أنها ستؤدي إلى استهلاك كمية أكبر من الذاكرة. ولهذا السبب، تكون سعة التخزين لمشغل إم بي 4 الذي يستخدم ملفات إم تي في أقل فعليًا من سعة تخزين مشغل يقوم بفك ضغط الملفات أثناء التنقل.

## معالجة الإشارات الرقمية
يتضمن عدد متزايد من مشغلات الوسائط المحمولة شرائح معالجة صوتية تسمح بالتأثيرات الرقمية مثل تأثيرات الصوت ثلاثية الأبعاد ‏ وضغط النطاق الديناميكي ومعادلة استجابة التردد ‏. تقوم بعض الأجهزة بضبط مستوى الصوت استنادًا إلى منحنى فليتشر-مونسون ‏. يتم استخدام بعض مشغلات الوسائط مع سماعات الرأس التي تعمل على إلغاء الضوضاء والتي تستخدم تقنية تقليل الضوضاء النشطة [الإنجليزية] لإزالة الضوضاء في الخلفية.

### وضع إزالة الضوضاء
وضع إزالة الضوضاء هو بديل لوضع تقليل الضوضاء النشط [الإنجليزية]. إنه يوفر إمكانية الاستماع إلى الصوت بدون ضوضاء نسبيًا في بيئة صاخبة. في هذا الوضع، يتم تحسين وضوح الصوت بسبب تقليل المكسب الانتقائي للضوضاء المحيطة. تقوم هذه الطريقة بتقسيم الإشارات الخارجية إلى مكونات ترددية عن طريق «تصفية البنك» (وفقًا لخصائص الإدراك البشري للترددات المحددة) ومعالجتها باستخدام ضواغط الصوت التكيفية. يتم تنظيم عتبات التشغيل في ضواغط الصوت التكيفية (على النقيض من الضواغط «العادية») اعتمادًا على مستويات الضوضاء المحيطة ‏ لكل نطاق ترددي محدد. يتم إعادة تشكيل الإشارة المعالجة من مخرجات الضاغط التكيفي في بنك مرشح التوليف. تعمل هذه الطريقة على تحسين وضوح إشارات الكلام والموسيقى. يتم الحصول على أفضل تأثير عند الاستماع إلى الصوت في بيئة ذات ضوضاء ثابتة (في القطارات والسيارات والطائرات)، أو في بيئات ذات مستوى ضوضاء متقلب (على سبيل المثال في المترو). يتيح تحسين وضوح الإشارة في حالة الضوضاء المحيطة للمستخدمين سماع الصوت جيدًا والحفاظ على القدرة على السمع، على عكس تضخيم الصوت العادي.

### الوضع الطبيعي
يتميز الوضع الطبيعي بالتأثير الذاتي لتوازن الأصوات ذات الترددات المختلفة، بغض النظر عن مستوى التشويه، التي تظهر في جهاز إعادة الإنتاج. كما أنه لا يعتمد على قدرة المستخدم الشخصي على إدراك ترددات صوتية معينة (باستثناء فقدان السمع الواضح). يتم الحصول على التأثير الطبيعي بفضل خوارزمية معالجة الصوت الخاصة (أي «صيغة المعادلة الذاتية لدالة استجابة التردد»). مبدأها هو تقييم دالة استجابة التردد (FRF) لمشغل الوسائط أو أي جهاز إعادة إنتاج صوت آخر، وفقًا لعتبة السمع في الصمت (ذاتية لكل شخص)، وتطبيق عامل تعديل المكسب. يتم تحديد العامل بمساعدة وظيفة متكاملة لاختبار عتبة السمع: يقوم البرنامج بإنشاء إشارات نغمة (مع تذبذبات متباعدة - من الحد الأدنى للحجم 30-45 هرتز إلى الحد الأقصى لحجم الصوت تقريبًا 16 (كيلوهرتز)، ويقوم المستخدم بتقييم قابلية سماعهم الذاتية. المبدأ مشابه لمبدأ قياس السمع الموضعي، المستخدم في الطب لوصف المعينات السمعية. ومع ذلك، قد يتم استخدام نتائج الاختبار إلى حد محدود بقدر ما يعتمد FRF لأجهزة الصوت على حجم إعادة الإنتاج. وهذا يعني أنه ينبغي تحديد معامل التصحيح عدة مرات - لقوى الإشارة المختلفة، وهو ما لا يشكل مشكلة خاصة من وجهة نظر عملية.

### وضع الصوت المحيط
يتيح وضع الصوت المحيط التداخل في الوقت الفعلي بين الموسيقى والأصوات المحيطة بالمستمع في بيئته، والتي يتم التقاطها بواسطة ميكروفون وخلطها في إشارة الصوت. نتيجة لذلك، قد يتمكن المستخدم من سماع الموسيقى والأصوات الخارجية للبيئة في نفس الوقت. يمكن أن يؤدي هذا إلى زيادة سلامة المستخدم (خاصة في المدن الكبيرة والشوارع المزدحمة)، حيث يمكن للمستخدم سماع لص يتبعه أو سماع سيارة قادمة.

## الجدل
على الرغم من أن هذه القضايا لا تثير الجدل عادة داخل مشغلات الصوت الرقمية، إلا أنها تظل مسائل مثيرة للجدل والتقاضي المستمر، بما في ذلك على سبيل المثال لا الحصر توزيع المحتوى وحمايته، وإدارة الحقوق الرقمية (DRM).

### دعوى قضائية مع رابطة صناعة التسجيلات الأمريكية
رفعت جمعية صناعة التسجيلات الأمريكية (RIAA) دعوى قضائية في أواخر عام 1998 ضد شركة دايموند مالتي ميديا بسبب مشغلات ريو الخاصة بها، زاعمة أن الجهاز يشجع على نسخ الموسيقى بشكل غير قانوني. لكن دايموند حقق انتصارًا قانونيًا في قضية شركة سوني ضد شركة يونيفرسال سيتي ستوديوز [الإنجليزية]، وتم الحكم قانونيًا بأن أجهزة داب هي أجهزة إلكترونية.

### خطر تلف السمع
وفقًا للجنة العلمية المعنية بالمخاطر الصحية الناشئة والجديدة ‏، فإن خطر تلف السمع الناتج عن مشغلات الصوت الرقمية يعتمد على مستوى الصوت ووقت الاستماع. من غير المرجح أن تؤدي عادات الاستماع لدى معظم المستخدمين إلى فقدان السمع، ولكن بعض الأشخاص يعرضون سمعهم للخطر، لأنهم يضبطون التحكم في مستوى الصوت على مستوى مرتفع للغاية أو يستمعون إلى الموسيقى بمستويات عالية لعدة ساعات يوميًا. وقد تؤدي عادات الاستماع هذه إلى فقدان السمع المؤقت أو الدائم، والطنين، وصعوبة فهم الكلام في البيئات الصاخبة. تحذر منظمة الصحة العالمية من أن زيادة استخدام سماعات الرأس وسماعات الأذن يرفع خطر الإصابة بأمراض القلب والأوعية الدموية بنسبة 1.1% مليار مراهق وشاب معرضون لخطر فقدان السمع بسبب الاستخدام غير الآمن للأجهزة الصوتية الشخصية. يتم بيع العديد من الهواتف الذكية ومشغلات الوسائط الشخصية مع سماعات أذن لا تقوم بعمل جيد في حجب الضوضاء المحيطة، مما يدفع بعض المستخدمين إلى رفع مستوى الصوت إلى الحد الأقصى للتغلب على ضوضاء الشارع. يشعر الأشخاص الذين يستمعون إلى مشغلات الوسائط الخاصة بهم أثناء التنقل المزدحم أحيانًا بمستويات صوت عالية، فيشعرون بالانفصال والحرية والهروب من محيطهم.
توصي منظمة الصحة العالمية بأن «أعلى مستوى مسموح به من التعرض للضوضاء في مكان العمل هو 85 ديسيبل بحد أقصى ثماني ساعات يوميًا» ويجب الحد من الوقت في «النوادي الليلية والحانات والأحداث الرياضية» لأنها قد تعرض الرواد لمستويات ضوضاء تصل إلى 100 ديسيبل. ديسيبل. ويذكر التقرير
يمكن للمراهقين والشباب حماية سمعهم بشكل أفضل من خلال خفض مستوى صوت أجهزتهم الصوتية الشخصية، وارتداء سدادات أذن عند زيارة الأماكن الصاخبة، واستخدام سماعات أذن/رأس مناسبة، وإن أمكن، مزودة بخاصية إلغاء الضوضاء. كما يمكنهم الحد من الوقت الذي يقضونه في الأنشطة الصاخبة من خلال أخذ فترات استماع قصيرة، وتقييد استخدامهم اليومي لأجهزتهم الصوتية الشخصية إلى أقل من ساعة واحدة. وبمساعدة تطبيقات الهواتف الذكية، يمكنهم مراقبة مستويات الاستماع الآمنة.

ويوصي التقرير أيضًا الحكومات برفع مستوى الوعي بشأن فقدان السمع، والتوصية للأشخاص بزيارة أخصائي السمع إذا شعروا بأعراض فقدان السمع، والتي تشمل الألم أو الرنين أو الطنين في الأذنين.
وجدت دراسة أجراها المعهد الوطني للسلامة والصحة المهنية أن الموظفين في الحانات أو النوادي الليلية أو أماكن الموسيقى الأخرى يتعرضون لمستويات ضوضاء أعلى من الحدود الموصى بها دوليًا والتي تتراوح بين 82 و85 ديسيبل لكل ثماني ساعات. وقد أدت هذه الظاهرة المتنامية إلى صياغة مصطلح فقدان السمع الناجم عن الموسيقى، والذي يشمل فقدان السمع نتيجة الإفراط في التعرض للموسيقى على مشغلات الوسائط الشخصية.
في عام 2009، صاغ الاتحاد الأوروبي قانونًا لإجبار الشركات المصنعة على تحديد الحد الأقصى لحجم الإنتاج على اللاعبين بما لا يزيد عن 80%. ديسيبل.

### قضايا لجنة الاتصالات الفيدرالية
تحتوي بعض مشغلات إم بي 3 على أجهزة إرسال كهرومغناطيسية، بالإضافة إلى أجهزة استقبال. تحتوي العديد من مشغلات إم بي 3 على أجهزة راديو إف إم مدمجة، ولكن أجهزة إرسال إف إم الشخصية ليست مدمجة عادةً بسبب مسؤولية ردود الفعل لجهاز الإرسال عن الإرسال والاستقبال المتزامن لإف إم. بالإضافة إلى ذلك، يمكن لبعض الميزات مثل واي فاي وبلوتوث أن تتداخل مع أنظمة الاتصالات الاحترافية مثل الطائرات في المطارات.

## الملاحظات
1. ↑  تمت إعادة تسمية سيارة إمبيج إلى سيارة ريو بعد أن استحوذت عليها شركة سونيك بلو وتم إضافتها إلى خط ريو الخاص بمنتجات إم بي 3

## وصلات خارجية
- Collecting إم بي 3 Portables – Part I, Part II and Part III – Richard Menta's three-part article covers the first digital audio players on the market with pictures of each player.